# 1997 en els vols espacials
Aquest article és una llista d'esdeveniments de vols espacials relacionats que es van produir el 1997.

## Llançaments
| Data i hora (UTC)    | Coet | Coet                                            | Plataforma de llançament                                      | Plataforma de llançament                  | LSP                                                    | LSP                                                    |
| -------------------- | --- | ----------------------------------------------- | ------------------------------------------------------------- | ----------------------------------------- | ------------------------------------------------------ | ------------------------------------------------------ |
| Data i hora (UTC)    | Càrrega útil | Operador                                        | Òrbita                                                        | Funció                                    | Deteriorament (UTC)                                    | Resultat                                               |
| Data i hora (UTC)    | Comentaris |                                                 |                                                               |                                           |                                                        |                                                        |
| Gener                | |                                                 |                                                               |                                           |                                                        |                                                        |
| 12 de gener 09:27    | Estats Units - Transbordador espacial Atlantis | Estats Units - Transbordador espacial Atlantis  | Estats Units - Kennedy LC-39B                                 | Estats Units - Kennedy LC-39B             | Estats Units - United Space Alliance                   | Estats Units - United Space Alliance                   |
| 12 de gener 09:27    | Estats Units - STS-81 | NASA                                            | òrbita Terrestre baixa (Mir)                                  | Vol del Shuttle-Mir                       | 22 de gener 14:23                                      | Reeixit                                                |
| 12 de gener 09:27    | Estats Units - SpaceHab LDM | NASA/SpaceHab                                   | Terrestre baixa (Atlantis)                                    | Logística                                 | 22 de gener 14:23                                      | Reeixit                                                |
| 12 de gener 09:27    | Vol orbital tripulat amb sis astronautes |                                                 |                                                               |                                           |                                                        |                                                        |
| 15 de gener          | Rússia - R-29 | Rússia - R-29                                   | Rússia - Submarí, Mar de Barentsz                             | Rússia - Submarí, Mar de Barentsz         | Rússia - Marina russa                                  | Rússia - Marina russa                                  |
| 15 de gener          | | Marina russa                                    | Suborbital                                                    | Prova de míssils                          | 15 de gener                                            | Reeixit                                                |
| 17 de gener 01:17    | Estats Units - LGM-30F Minuteman II | Estats Units - LGM-30F Minuteman II             | Estats Units - Vandenberg LF-03                               | Estats Units - Vandenberg LF-03           | Estats Units - Força Aèria dels Estats Units d'Amèrica | Estats Units - Força Aèria dels Estats Units d'Amèrica |
| 17 de gener 01:17    | Estats Units - IFT-1 (EKV) | Força Aèria dels Estats Units d'Amèrica         | Suborbital                                                    | Objectiu d'ABM                            | 17 de gener                                            | Reeixit                                                |
| 17 de gener 16:28    | Estats Units - Delta II 7925-9.5 | Estats Units - Delta II 7925-9.5                | Estats Units - Cape Canaveral LC-17A                          | Estats Units - Cape Canaveral LC-17A      | Estats Units - Boeing IDS                              | Estats Units - Boeing IDS                              |
| 17 de gener 16:28    | Estats Units - GPS IIR-1 | Força Aèria dels Estats Units d'Amèrica         | Destinat: Terrestre Mitjana                                   | Navegació                                 | +12 segons                                             | Error de llançament                                    |
| 17 de gener 16:28    | Un error estructural del SRB va causar que el coet explotés; Primer vol del satèl·lit GPS Block IIR                                                                                  |                                                 |                                                               |                                           |                                                        |                                                        |
| 29 de gener          | Estats Units - Storm-2 | Estats Units - Storm-2                          | Estats Units - White Sands LC-32                              | Estats Units - White Sands LC-32          | Estats Units - Orbital Sciences                        | Estats Units - Orbital Sciences                        |
| 29 de gener          | Estats Units - MTTV | Força Aèria dels Estats Units d'Amèrica         | Suborbital                                                    | Objectiu spacecraft                       | 29 de gener                                            | Error                                                  |
| 29 de gener          | Estats Units - MTD-2 | Força Aèria dels Estats Units d'Amèrica         | Suborbital                                                    | Weapons test                              | 29 de gener                                            | Error                                                  |
| 30 de gener          | Estats Units - SR19 | Estats Units - SR19                             | Estats Units - C-130, NAS Point Mugu                          | Estats Units - C-130, NAS Point Mugu      | Estats Units - Força Aèria dels Estats Units d'Amèrica | Estats Units - Força Aèria dels Estats Units d'Amèrica |
| 30 de gener          | Estats Units - AltAir (Have Gold) | Força Aèria dels Estats Units d'Amèrica         | Suborbital                                                    | Vol de proves                             | +28 segons                                             | Error de llançament                                    |
| 30 de gener          | Accidentalment destruït per seguretat del vol |                                                 |                                                               |                                           |                                                        |                                                        |
| 30 de gener 07:30    | Japó - S-520 | Japó - S-520                                    | Japó - Uchinoura Pad K                                        | Japó - Uchinoura Pad K                    | Japó - ISAS                                            | Japó - ISAS                                            |
| 30 de gener 07:30    | | ISAS                                            | Suborbital                                                    | Desenvolupament de tecnologia             | 30 de gener                                            | Reeixit                                                |
| 30 de gener 08:42    | Estats Units - LGM-30G Minuteman III | Estats Units - LGM-30G Minuteman III            | Estats Units - Vandenberg LF-26                               | Estats Units - Vandenberg LF-26           | Estats Units - Força Aèria dels Estats Units d'Amèrica | Estats Units - Força Aèria dels Estats Units d'Amèrica |
| 30 de gener 08:42    | Estats Units - FOT GT163GB | Força Aèria dels Estats Units d'Amèrica         | Suborbital                                                    | Prova de míssils                          | 30 de gener                                            | Reeixit                                                |
| 30 de gener 22:04    | Europa - Ariane 4 (44L) | Europa - Ariane 4 (44L)                         | França - Kourou ELA-2                                         | França - Kourou ELA-2                     | França - Arianespace                                   | França - Arianespace                                   |
| 30 de gener 22:04    | Estats Units - GE 2 | GE Americom                                     | Geosíncrona                                                   | Comunicacions                             | En òrbita                                              | Operacional                                            |
| 30 de gener 22:04    | Argentina - Nahuel 1A | Nahuelsa                                        | Geosíncrona                                                   | Comunicacions                             | En òrbita                                              | Operacional                                            |
| 31 de gener 01:55    | Rússia - MR-12 | Rússia - MR-12                                  | Rússia - Kapustin Iar                                         | Rússia - Kapustin Iar                     | Rússia - AN RF                                         | Rússia - AN RF                                         |
| 31 de gener 01:55    | Estats Units - Flaksus-1 | APL                                             | Suborbital                                                    | Investigació de plasma                    | 31 de gener                                            | Reeixit                                                |
| Febrer               | |                                                 |                                                               |                                           |                                                        |                                                        |
| 5 de febrer 02:16    | Rússia - MR-12 | Rússia - MR-12                                  | Rússia - Kapustin Iar                                         | Rússia - Kapustin Iar                     | Rússia - AN RF                                         | Rússia - AN RF                                         |
| 5 de febrer 02:16    | Estats Units - Flaksus-2 | APL                                             | Suborbital                                                    | Investigació de plasma                    | 5 de febrer                                            | Reeixit                                                |
| 7 de febrer          | Rússia - R-17 Scud | Rússia - R-17 Scud                              | Illes Marshall - Bigen Island, Aur Atoll                      | Illes Marshall - Bigen Island, Aur Atoll  | Estats Units - Força Aèria dels Estats Units d'Amèrica | Estats Units - Força Aèria dels Estats Units d'Amèrica |
| 7 de febrer          | Estats Units - Willow Dune | Força Aèria dels Estats Units d'Amèrica         | Suborbital                                                    | Objectiu                                  | 7 de febrer                                            | Reeixit                                                |
| 10 de febrer 05:17   | Canadà - Black Brant XII | Canadà - Black Brant XII                        | Estats Units - Poker Flat                                     | Estats Units - Poker Flat                 | Estats Units - NASA                                    | Estats Units - NASA                                    |
| 10 de febrer 05:17   | Estats Units - PHAZE 2 | NASA                                            | Suborbital                                                    | Investigació ionosfèrica                  | 10 de febrer                                           | Reeixit                                                |
| 10 de febrer 06:30   | Estats Units - Castor- Orbus | Estats Units - Castor- Orbus                    | Estats Units - Nevada Test Site LA-26                         | Estats Units - Nevada Test Site LA-26     | Estats Units - Sandia                                  | Estats Units - Sandia                                  |
| 10 de febrer 06:30   | | Sandia                                          | Suborbital                                                    | Prova de coet                             | 10 de febrer                                           | Reeixit                                                |
| 10 de febrer 14:09   | Rússia - Soiuz-U | Rússia - Soiuz-U                                | Kazakhstan - Baikonur Site 1/5                                | Kazakhstan - Baikonur Site 1/5            | Rússia - Roskosmos                                     | Rússia - Roskosmos                                     |
| 10 de febrer 14:09   | Rússia - Soiuz TM-25 | Roskosmos                                       | Terrestre baixa (Mir)                                         | Mir EO-23                                 | 14 d'agost 12:17                                       | Reeixit                                                |
| 10 de febrer 14:09   | Vol orbital tripulat amb tres cosmonautes |                                                 |                                                               |                                           |                                                        |                                                        |
| 11 de febrer 08:36   | Canadà - Black Brant XII | Canadà - Black Brant XII                        | Estats Units - Poker Flat                                     | Estats Units - Poker Flat                 | Estats Units - NASA                                    | Estats Units - NASA                                    |
| 11 de febrer 08:36   | Estats Units - Aurores Turbulance 2 | NASA                                            | Suborbital                                                    | Investigació d'aurores/Ionosfera          | 11 de febrer                                           | Reeixit                                                |
| 11 de febrer 08:55   | Estats Units - Transbordador espacial Discovery | Estats Units - Transbordador espacial Discovery | Estats Units - Kennedy LC-39A                                 | Estats Units - Kennedy LC-39A             | Estats Units - United Space Alliance                   | Estats Units - United Space Alliance                   |
| 11 de febrer 08:55   | Estats Units - STS-82 | NASA                                            | Terrestre baixa (HST)                                         | Hubble Servicing Mission 2                | 21 de febrer 08:32                                     | Reeixit                                                |
| 11 de febrer 08:55   | Vol orbital tripulat amb set astronautes |                                                 |                                                               |                                           |                                                        |                                                        |
| 12 de febrer 04:50   | Japó - M-V | Japó - M-V                                      | Japó - Uchinoura                                              | Japó - Uchinoura                          | Japó - ISAS                                            | Japó - ISAS                                            |
| 12 de febrer 04:50   | Japó - HALCA (MUSES-B) | ISAS                                            | Terrestre Mitjana                                             | Astronomia                                | En òrbita                                              | Reeixit                                                |
| 12 de febrer 04:50   | Vol inaugural odel M-V; La missió va finalitzar el novembre de 2005 |                                                 |                                                               |                                           |                                                        |                                                        |
| 12 de febrer 21:00   | Estats Units - LCLV | Estats Units - LCLV                             | Estats Units - Wallops Island                                 | Estats Units - Wallops Island             | Estats Units - Orbital Sciences                        | Estats Units - Orbital Sciences                        |
| 12 de febrer 21:00   | Estats Units - MDT IV |                                                 | Suborbital                                                    | Objectiu                                  | 12 de febrer                                           | Reeixit                                                |
| 14 de febrer 03:47   | Ucraïna - Tsyklon-3 | Ucraïna - Tsyklon-3                             | Rússia - Plesetsk Site 32                                     | Rússia - Plesetsk Site 32                 | Rússia                                                 | Rússia                                                 |
| 14 de febrer 03:47   | Rússia - Gonets-D1 | Gonets SatCom                                   | Terrestre baixa                                               | Comunicacions                             | En òrbita                                              | Operacional                                            |
| 14 de febrer 03:47   | Rússia - Gonets-D1 | Gonets SatCom                                   | Terrestre baixa                                               | Comunicacions                             | En òrbita                                              | Operacional                                            |
| 14 de febrer 03:47   | Rússia - Gonets-D1 | Gonets SatCom                                   | Terrestre baixa                                               | Comunicacions                             | En òrbita                                              | Operacional                                            |
| 14 de febrer 03:47   | Rússia - Kosmos 2337 (Strela-3) | MO RF                                           | Terrestre baixa                                               | Comunicacions                             | En òrbita                                              | Operacional                                            |
| 14 de febrer 03:47   | Rússia - Kosmos 2338 (Strela-3) | MO RF                                           | Terrestre baixa                                               | Comunicacions                             | En òrbita                                              | Operacional                                            |
| 14 de febrer 03:47   | Rússia - Kosmos 2339 (Strela-3) | MO RF                                           | Terrestre baixa                                               | Comunicacions                             | En òrbita                                              | Operacional                                            |
| 17 de febrer 01:42   | Estats Units - Atlas IIAS | Estats Units - Atlas IIAS                       | Estats Units - Cape Canaveral LC-36B                          | Estats Units - Cape Canaveral LC-36B      | Estats Units Rússia - International Launch Services    | Estats Units Rússia - International Launch Services    |
| 17 de febrer 01:42   | Japó - JCSAT-4 | JSAT                                            | Geosíncrona                                                   | Comunicacions                             | En òrbita                                              | Operacional                                            |
| 20 de febrer         | Estats Units - UGM-96 Trident I | Estats Units - UGM-96 Trident I                 | Estats Units - Submarí, Eastern Range                         | Estats Units - Submarí, Eastern Range     | Estats Units - Marina dels Estats Units d'Amèrica      | Estats Units - Marina dels Estats Units d'Amèrica      |
| 20 de febrer         | | Marina dels Estats Units d'Amèrica              | Suborbital                                                    | Prova de míssils                          | 20 de febrer                                           | Reeixit                                                |
| 20 de febrer         | Estats Units - UGM-96 Trident I | Estats Units - UGM-96 Trident I                 | Estats Units - Submarí, Eastern Range                         | Estats Units - Submarí, Eastern Range     | Estats Units - Marina dels Estats Units d'Amèrica      | Estats Units - Marina dels Estats Units d'Amèrica      |
| 20 de febrer         | | Marina dels Estats Units d'Amèrica              | Suborbital                                                    | Prova de míssils                          | 20 de febrer                                           | Reeixit                                                |
| 20 de febrer         | Estats Units - UGM-96 Trident I | Estats Units - UGM-96 Trident I                 | Estats Units - Submarí, Eastern Range                         | Estats Units - Submarí, Eastern Range     | Estats Units - Marina dels Estats Units d'Amèrica      | Estats Units - Marina dels Estats Units d'Amèrica      |
| 20 de febrer         | | Marina dels Estats Units d'Amèrica              | Suborbital                                                    | Prova de míssils                          | 20 de febrer                                           | Reeixit                                                |
| 20 de febrer         | Estats Units - UGM-96 Trident I | Estats Units - UGM-96 Trident I                 | Estats Units - Submarí, Eastern Range                         | Estats Units - Submarí, Eastern Range     | Estats Units - Marina dels Estats Units d'Amèrica      | Estats Units - Marina dels Estats Units d'Amèrica      |
| 20 de febrer         | | Marina dels Estats Units d'Amèrica              | Suborbital                                                    | Prova de míssils                          | 20 de febrer                                           | Reeixit                                                |
| 22 de febrer         | Estats Units - Castor 4B | Estats Units - Castor 4B                        | Estats Units - Wake Island                                    | Estats Units - Wake Island                | Estats Units - Orbital Sciences                        | Estats Units - Orbital Sciences                        |
| 22 de febrer         | Estats Units - TCMP II |                                                 | Suborbital                                                    | Prova de vehicle de reentrada             | 22 de febrer                                           | Reeixit                                                |
| 23 de febrer         | Índia - Prithvi | Índia - Prithvi                                 | Índia - Balasore                                              | Índia - Balasore                          | Índia - DRDO                                           | Índia - DRDO                                           |
| 23 de febrer         | | DRDO                                            | Suborbital                                                    | Prova de míssils                          | 23 de febrer                                           | Reeixit                                                |
| 23 de febrer 10:06   | Estats Units - LCLV | Estats Units - LCLV                             | Estats Units - Wallops Island                                 | Estats Units - Wallops Island             | Estats Units - Orbital Sciences                        | Estats Units - Orbital Sciences                        |
| 23 de febrer 10:06   | Estats Units - MDT III |                                                 | Suborbital                                                    | Objectiu                                  | 23 de febrer                                           | Reeixit                                                |
| 23 de febrer 20:20   | Estats Units - Titan IVB (402)/IUS | Estats Units - Titan IVB (402)/IUS              | Estats Units - Cape Canaveral LC-40                           | Estats Units - Cape Canaveral LC-40       | Estats Units - Lockheed Martin                         | Estats Units - Lockheed Martin                         |
| 23 de febrer 20:20   | Estats Units - USA-130 (DSP F18) | Força Aèria dels Estats Units d'Amèrica         | Geosíncrona                                                   | Sistema d'alertes                         | En òrbita                                              | Operacional                                            |
| 23 de febrer 20:20   | Vol inaugural del Titan IVB |                                                 |                                                               |                                           |                                                        |                                                        |
| 26 de febrer 20:00   | Canadà - Black Brant IX | Canadà - Black Brant IX                         | Estats Units - White Sands                                    | Estats Units - White Sands                | Estats Units - NASA                                    | Estats Units - NASA                                    |
| 26 de febrer 20:00   | | NASA                                            | Suborbital                                                    | Prova de coet                             | 26 de febrer                                           | Reeixit                                                |
| Març                 | |                                                 |                                                               |                                           |                                                        |                                                        |
| 1 de març            | Estats Units - Castor 4B | Estats Units - Castor 4B                        | Estats Units - Wake Island                                    | Estats Units - Wake Island                | Estats Units - OrbitalSciences                         | Estats Units - OrbitalSciences                         |
| 1 de març            | Estats Units - TCMP II |                                                 | Suborbital                                                    | Prova de vehicle de reentrada             | 1 de març                                              | Reeixit                                                |
| 1 de març 01:07      | Europa - Ariane 4 (44P) | Europa - Ariane 4 (44P)                         | França - Kourou ELA-2                                         | França - Kourou ELA-2                     | França - Arianespace                                   | França - Arianespace                                   |
| 1 de març 01:07      | Nacions Unides - Intelsat 801 | Intelsat                                        | Geosíncrona                                                   | Comunicacions                             | En òrbita                                              | Operacional                                            |
| 4 de març 02:00      | Rússia - Start-1 | Rússia - Start-1                                | Rússia - Svobodniy Site 5                                     | Rússia - Svobodniy Site 5                 | Rússia                                                 | Rússia                                                 |
| 4 de març 02:00      | Rússia - Zeya | MO RF                                           | Terrestre baixa                                               | Comunicacions                             | 25 d'octubre 1999                                      | Reeixit                                                |
| 6 de març            | Estats Units - Hera | Estats Units - Hera                             | Estats Units - White Sands LC-94                              | Estats Units - White Sands LC-94          | Estats Units - Força Aèria dels Estats Units d'Amèrica | Estats Units - Força Aèria dels Estats Units d'Amèrica |
| 6 de març            | | Força Aèria dels Estats Units d'Amèrica         | Suborbital                                                    | Objectiu ABM                              | 6 de març                                              | Reeixit                                                |
| 6 de març            | Estats Units - THAAD | Estats Units - THAAD                            | Estats Units - White Sands                                    | Estats Units - White Sands                | Estats Units - Força Aèria dels Estats Units d'Amèrica | Estats Units - Força Aèria dels Estats Units d'Amèrica |
| 6 de març            | | Força Aèria dels Estats Units d'Amèrica         | Suborbital                                                    | Interceptador d'ABM                       | 6 de març                                              | Reeixit                                                |
| 8 de març 06:01      | Estats Units - Atlas IIA | Estats Units - Atlas IIA                        | Estats Units - Cape Canaveral LC-36A                          | Estats Units - Cape Canaveral LC-36A      | Estats Units Rússia - International Launch Services    | Estats Units Rússia - International Launch Services    |
| 8 de març 06:01      | Estats Units - Tempo 2 | TCI                                             | Actual: Cementiri Operacional: Geosíncrona                    | Comunicacions                             | En òrbita                                              | Reeixit                                                |
| 8 de març 06:01      | Va patir danys per una flamarada solar a l'abril de 1997 i va ser retirat el 15 d'agost de 2006.                                                                                     |                                                 |                                                               |                                           |                                                        |                                                        |
| 13 de març 10:20     | Canadà - Black Brant IX | Canadà - Black Brant IX                         | Estats Units - Poker Flat                                     | Estats Units - Poker Flat                 | Estats Units - NASA                                    | Estats Units - NASA                                    |
| 13 de març 10:20     | | NASA                                            | Suborbital                                                    | Investigació de la Ionosfera              | 13 de març                                             | Reeixit                                                |
| 18 de març 00:16     | Estats Units - UGM-133 Trident II | Estats Units - UGM-133 Trident II               | Estats Units - Submarí, Eastern Range                         | Estats Units - Submarí, Eastern Range     | Estats Units - Marina dels Estats Units d'Amèrica      | Estats Units - Marina dels Estats Units d'Amèrica      |
| 18 de març 00:16     | | Marina dels Estats Units d'Amèrica              | Suborbital                                                    | Prova de míssils                          | 18 de març                                             | Reeixit                                                |
| 18 de març           | Estats Units - UGM-133 Trident II | Estats Units - UGM-133 Trident II               | Estats Units - Submarí, Eastern Range                         | Estats Units - Submarí, Eastern Range     | Estats Units - Marina dels Estats Units d'Amèrica      | Estats Units - Marina dels Estats Units d'Amèrica      |
| 18 de març           | | Marina dels Estats Units d'Amèrica              | Suborbital                                                    | Prova de míssils                          | 18 de març                                             | Reeixit                                                |
| 19 de març           | Rússia - R-17 Scud | Rússia - R-17 Scud                              | Illes Marshall - Bigen Island, Aur Atoll                      | Illes Marshall - Bigen Island, Aur Atoll  | Estats Units - Força Aèria dels Estats Units d'Amèrica | Estats Units - Força Aèria dels Estats Units d'Amèrica |
| 19 de març           | Estats Units - Willow Dune | Força Aèria dels Estats Units d'Amèrica         | Suborbital                                                    | Objectiu                                  | 19 de març                                             | Reeixit                                                |
| 25 de març 03:15     | Canadà - Black Brant IX | Canadà - Black Brant IX                         | Estats Units - White Sands LC-36                              | Estats Units - White Sands LC-36          | Estats Units - NASA                                    | Estats Units - NASA                                    |
| 25 de març 03:15     | | NASA                                            | Suborbital                                                    | Astronomia ultraviolada                   | 25 de març                                             | Reeixit                                                |
| 25 de març 03:15     | Va estudiar el cometa Hale-Bopp |                                                 |                                                               |                                           |                                                        |                                                        |
| 30 de març 03:25     | Canadà - Black Brant IX | Canadà - Black Brant IX                         | Estats Units - White Sands LC-36                              | Estats Units - White Sands LC-36          | Estats Units - NASA                                    | Estats Units - NASA                                    |
| 30 de març 03:25     | Estats Units - EUVS | NASA                                            | Suborbital                                                    | Astronomia ultraviolada                   | 30 de març                                             | Reeixit                                                |
| Abril                | |                                                 |                                                               |                                           |                                                        |                                                        |
| 4 d'abril 16:47      | Estats Units - Titan 23G | Estats Units - Titan 23G                        | Estats Units - Vandenberg SLC-4W                              | Estats Units - Vandenberg SLC-4W          | Estats Units - Lockheed Martin                         | Estats Units - Lockheed Martin                         |
| 4 d'abril 16:47      | Estats Units - USA-131 (DMSP 5D2 F14) | Força Aèria dels Estats Units d'Amèrica/NOAA    | Heliosíncrona                                                 | Meteorologia                              | En òrbita                                              | Reeixit                                                |
| 4 d'abril 19:20      | Estats Units - Transbordador Espacial Columbia | Estats Units - Transbordador Espacial Columbia  | Estats Units - Kennedy LC-39A                                 | Estats Units - Kennedy LC-39A             | Estats Units - United Space Alliance                   | Estats Units - United Space Alliance                   |
| 4 d'abril 19:20      | Estats Units - STS-83 | NASA                                            | Terrestre baixa                                               | Investigació de microgravetat             | 8 d'abril 18:33                                        | Error parcial                                          |
| 4 d'abril 19:20      | Estats Units - Spacelab Long Module 1 | NASA                                            | Terrestre baixa (Columbia)                                    | Spacelab MSL-1                            | 8 d'abril 18:33                                        | Error parcial                                          |
| 4 d'abril 19:20      | Estats Units - EDO Pallet | NASA                                            | Terrestre baixa (Columbia)                                    | Missió d'extensió de la paleta criogènica | 8 d'abril 18:33                                        | Error parcial                                          |
| 4 d'abril 19:20      | Vol orbital tripulat amb set astronautes Una insuficiència de les cèl·lules de combustible va causar que es finalitzés el vol. Es va reenlairar com a STS-94 més tard al mateix any. |                                                 |                                                               |                                           |                                                        |                                                        |
| 6 d'abril 03:25      | Canadà - Black Brant IX | Canadà - Black Brant IX                         | Estats Units - White Sands LC-36                              | Estats Units - White Sands LC-36          | Estats Units - NASA                                    | Estats Units - NASA                                    |
| 6 d'abril 03:25      | | NASA                                            | Suborbital                                                    |                                           | 6 d'abril                                              | Reeixit                                                |
| 6 d'abril 16:04      | Rússia - Soiuz-U | Rússia - Soiuz-U                                | Kazakhstan - Baikonur Site 1/5                                | Kazakhstan - Baikonur Site 1/5            | Rússia - Roskosmos                                     | Rússia - Roskosmos                                     |
| 6 d'abril 16:04      | Rússia - Progress M-34 | Roskosmos                                       | Terrestre baixa (Mir)                                         | Logística                                 | 2 de juliol 06:31                                      | Error parcial                                          |
| 6 d'abril 16:04      | Va col·lisionar amb la Mir durant les proves de reencontre el 25 de juny, va danyar greument l'estació i va despressuritzar permanentment el mòdul Spektr.                           |                                                 |                                                               |                                           |                                                        |                                                        |
| 8 d'abril 03:55      | Canadà - Black Brant IX | Canadà - Black Brant IX                         | Estats Units - White Sands LC-36                              | Estats Units - White Sands LC-36          | Estats Units - NASA                                    | Estats Units - NASA                                    |
| 8 d'abril 03:55      | Estats Units - WISP | NASA                                            | Suborbital                                                    | Astronomia ultraviolada                   | 8 d'abril                                              | Reeixit                                                |
| 9 d'abril 08:58      | Rússia - Molniya-M | Rússia - Molniya-M                              | Rússia - Plesetsk Site 16/2                                   | Rússia - Plesetsk Site 16/2               | Rússia                                                 | Rússia                                                 |
| 9 d'abril 08:58      | Rússia - Kosmos 2340 (Oko) | MO RF                                           | Molnia                                                        | Sistema d'alertes                         | En òrbita                                              | Operacional                                            |
| 16 d'abril 23:08     | Europa - Ariane 4 (44LP) | Europa - Ariane 4 (44LP)                        | França - Kourou ELA-2                                         | França - Kourou ELA-2                     | França - Arianespace                                   | França - Arianespace                                   |
| 16 d'abril 23:08     | Tailàndia - Thaicom 3 | Thaicom                                         | Geosíncrona                                                   | Comunicacions                             | 2 d'octubre 2006                                       | Reeixit                                                |
| 16 d'abril 23:08     | Japó - BSAT-1A | BSAT                                            | Geosíncrona                                                   | Comunicacions                             | En òrbita                                              | Operacional                                            |
| 16 d'abril 23:08     | El Thaicom 3 es va desorbitar després de patir diverses degradacions d'energia. |                                                 |                                                               |                                           |                                                        |                                                        |
| 17 d'abril           | Ucraïna - R-36M | Ucraïna - R-36M                                 | Kazakhstan - Baikonur                                         | Kazakhstan - Baikonur                     | Rússia - RVSN                                          | Rússia - RVSN                                          |
| 17 d'abril           | | RVSN                                            | Suborbital                                                    | Prova de míssils                          | 17 d'abril                                             | Reeixit                                                |
| 17 d'abril 13:03     | Rússia - Kosmos-3M | Rússia - Kosmos-3M                              | Rússia - Plesetsk Site 132/1                                  | Rússia - Plesetsk Site 132/1              | Rússia                                                 | Rússia                                                 |
| 17 d'abril 13:03     | Rússia - Kosmos 2341 (Parus) | MO RF                                           | Terrestre baixa                                               | Navegació                                 | En òrbita                                              | Operacional                                            |
| 21 d'abril 11:59     | Estats Units - Pegasus-XL | Estats Units - Pegasus-XL                       | Espanya - Stargazer, Gando                                    | Espanya - Stargazer, Gando                | Estats Units - Orbital Sciences                        | Estats Units - Orbital Sciences                        |
| 21 d'abril 11:59     | Espanya - Minisat-01 | INTA                                            | Terrestre baixa                                               | Desenvolupament de tecnologia             | 26 de febrer 2002                                      | Reeixit                                                |
| 21 d'abril 11:59     | Estats Units - Celestis Founders | Celestis                                        | Terrestre baixa                                               | Funeraria espacial                        | 20 de maig 2002                                        | Reeixit                                                |
| 25 d'abril 05:49     | Estats Units - Atlas I | Estats Units - Atlas I                          | Estats Units - Cape Canaveral LC-36B                          | Estats Units - Cape Canaveral LC-36B      | Estats Units Rússia - International Launch Services    | Estats Units Rússia - International Launch Services    |
| 25 d'abril 05:49     | Estats Units - GOES 10 (GOES-K) | NOAA                                            | Geosíncrona Cementiri (després de la jubilació del satèl·lit) | Meteorologia                              | En òrbita                                              | Reeixit                                                |
| 25 d'abril 05:49     | Vol final de l'Atlas I, el satèl·lit va ser retirat i impulsat a l'òrbita cementiri l'1 de desembre de 2009.                                                                         |                                                 |                                                               |                                           |                                                        |                                                        |
| 28 d'abril 16:42     | Brasil - VS-30 | Brasil - VS-30                                  | Brasil - Alcântara                                            | Brasil - Alcântara                        | Brasil - INPE                                          | Brasil - INPE                                          |
| 28 d'abril 16:42     | Alemanya - AL-VS30-223 | DLR                                             | Suborbital                                                    | Prova de coets                            | 28 d'abril                                             | Reeixit                                                |
| 30 d'abril           | Índia - RH-560/300 Mk.II | Índia - RH-560/300 Mk.II                        | Índia - Sriharikota                                           | Índia - Sriharikota                       | Índia - ISRO                                           | Índia - ISRO                                           |
| 30 d'abril           | | ISRO                                            | Suborbital                                                    | Prova de coets                            | 30 d'abril                                             | Reeixit                                                |
| Maig                 | |                                                 |                                                               |                                           |                                                        |                                                        |
| 2 de maig 07:30      | Canadà - Black Brant IX | Canadà - Black Brant IX                         | Estats Units - White Sands LC-36                              | Estats Units - White Sands LC-36          | Estats Units - NASA                                    | Estats Units - NASA                                    |
| 2 de maig 07:30      | | NASA                                            | Suborbital                                                    | Astronomia de raigs X                     | 2 de maig                                              | Reeixit                                                |
| 5 de maig 14:55      | Estats Units - Delta II (7920-10C) | Estats Units - Delta II (7920-10C)              | Estats Units - Vandenberg SLC-2W                              | Estats Units - Vandenberg SLC-2W          | Estats Units - Boeing IDS                              | Estats Units - Boeing IDS                              |
| 5 de maig 14:55      | Estats Units - Iridium 8 | Iridium                                         | Terrestre baixa                                               | Comunicacions                             | En òrbita                                              | Operacional                                            |
| 5 de maig 14:55      | Estats Units - Iridium 7 | Iridium                                         | Terrestre baixa                                               | Comunicacions                             | En òrbita                                              | Operacional                                            |
| 5 de maig 14:55      | Estats Units - Iridium 6 | Iridium                                         | Terrestre baixa                                               | Comunicacions                             | En òrbita                                              | Operacional                                            |
| 5 de maig 14:55      | Estats Units - Iridium 5 | Iridium                                         | Terrestre baixa                                               | Comunicacions                             | En òrbita                                              | Operacional                                            |
| 5 de maig 14:55      | Estats Units - Iridium 4 | Iridium                                         | Terrestre baixa                                               | Comunicacions                             | En òrbita                                              | Operacional                                            |
| 8 de maig 07:10      | Canadà - Black Brant IX | Canadà - Black Brant IX                         | Estats Units - White Sands LC-36                              | Estats Units - White Sands LC-36          | Estats Units - NASA                                    | Estats Units - NASA                                    |
| 8 de maig 07:10      | | NASA                                            | Suborbital                                                    | Astronomia                                | 8 de maig                                              | Reeixit                                                |
| 8 de maig 08:01      | Estats Units - LGM-118 Peacekeeper | Estats Units - LGM-118 Peacekeeper              | Estats Units - Vandenberg LF-05                               | Estats Units - Vandenberg LF-05           | Estats Units - Força Aèria dels Estats Units d'Amèrica | Estats Units - Força Aèria dels Estats Units d'Amèrica |
| 8 de maig 08:01      | Estats Units 9 vehicles de reentrada | Força Aèria dels Estats Units d'Amèrica         | Suborbital                                                    | Prova de míssils                          | 8 de maig                                              | Reeixit                                                |
| 11 de maig 16:17     | Xina - Llarga Marxa 3A | Xina - Llarga Marxa 3A                          | Xina - Xichang LC-2                                           | Xina - Xichang LC-2                       | Xina                                                   | Xina                                                   |
| 11 de maig 16:17     | Xina - Zhongxing-6 (Chinasat-6) | Chinasat                                        | Geosíncrona                                                   | Comunicacions                             | En òrbita                                              | Operacional                                            |
| 14 de maig 00:33     | Rússia - Molniya-M | Rússia - Molniya-M                              | Rússia - Plesetsk Site 43/4                                   | Rússia - Plesetsk Site 43/4               | Rússia                                                 | Rússia                                                 |
| 14 de maig 00:33     | Rússia - Kosmos 2342 (Oko) | MO RF                                           | Molnia                                                        | Sistema d'alertes                         | En òrbita                                              | Operacional                                            |
| 15 de maig 08:07     | Estats Units - Transbordador Espacial Atlantis | Estats Units - Transbordador Espacial Atlantis  | Estats Units - Kennedy LC-39A                                 | Estats Units - Kennedy LC-39A             | Estats Units - United Space Alliance                   | Estats Units - United Space Alliance                   |
| 15 de maig 08:07     | Estats Units - STS-84 | NASA                                            | Terrestre baixa (Mir)                                         | Vol del Shuttle-Mir                       | 24 de maig 13:27                                       | Reeixit                                                |
| 15 de maig 08:07     | Estats Units - SpaceHab LDM | NASA/SpaceHab                                   | Terrestre baixa (Atlantis)                                    | Logística                                 | 24 de maig 13:27                                       | Reeixit                                                |
| 15 de maig 08:07     | Vol orbital tripulat amb set astronautes |                                                 |                                                               |                                           |                                                        |                                                        |
| 15 de maig 12:10     | Rússia - Soiuz-U | Rússia - Soiuz-U                                | Kazakhstan - Baikonur Site 31/6                               | Kazakhstan - Baikonur Site 31/6           | Rússia                                                 | Rússia                                                 |
| 15 de maig 12:10     | Rússia - Kosmos 2343 | MO RF                                           | Terrestre baixa                                               | Reconeixement                             | 18 de setembre                                         | Reeixit                                                |
| 15 de maig 19:16     | Canadà - Black Brant IX | Canadà - Black Brant IX                         | Estats Units - White Sands LC-36                              | Estats Units - White Sands LC-36          | Estats Units - NASA                                    | Estats Units - NASA                                    |
| 15 de maig 19:16     | Estats Units - NCAR/CU-6 | NASA                                            | Suborbital                                                    | Astronomia ultraviolada/Observació solar  | 15 de maig                                             | Reeixit                                                |
| 20 de maig 07:07     | Ucraïna - Zenit-2 | Ucraïna - Zenit-2                               | Kazakhstan - Baikonur Site 45/1                               | Kazakhstan - Baikonur Site 45/1           | Rússia                                                 | Rússia                                                 |
| 20 de maig 07:07     | Rússia - Tselina-2 | VKS                                             | Destinat: Terrestre baixa                                     | ELINT                                     | + 48 segons                                            | Error de llançament                                    |
| 20 de maig 07:07     | Error del motor de la 1a etapa |                                                 |                                                               |                                           |                                                        |                                                        |
| 20 de maig 22:39     | Estats Units - Delta II 7925-9.5 | Estats Units - Delta II 7925-9.5                | Estats Units - Cape Canaveral LC-17A                          | Estats Units - Cape Canaveral LC-17A      | Estats Units - Boeing IDS                              | Estats Units - Boeing IDS                              |
| 20 de maig 22:39     | Noruega - Thor-2 | Telenor                                         | Geosíncrona                                                   | Comunicacions                             | En òrbita                                              | Operacional                                            |
| 21 de maig 08:27     | Estats Units - LGM-30G Minuteman III | Estats Units - LGM-30G Minuteman III            | Estats Units - Vandenberg LF-04                               | Estats Units - Vandenberg LF-04           | Estats Units - Força Aèria dels Estats Units d'Amèrica | Estats Units - Força Aèria dels Estats Units d'Amèrica |
| 21 de maig 08:27     | Estats Units - FOT GT164GM/SHARP | Força Aèria dels Estats Units d'Amèrica         | Suborbital                                                    | Missile and Prova de vehicle de reentrada | 21 de maig                                             | Reeixit                                                |
| 23 de maig 21:44     | Estats Units - Terrier- Orion | Estats Units - Terrier- Orion                   | Estats Units - Wallops Island                                 | Estats Units - Wallops Island             | Estats Units - NASA                                    | Estats Units - NASA                                    |
| 23 de maig 21:44     | Estats Units - MSX | SMDC                                            | Suborbital                                                    | Objectiu                                  | 23 de maig                                             | Reeixit                                                |
| 24 de maig 17:00     | Rússia - Proton-K/DM-2M | Rússia - Proton-K/DM-2M                         | Kazakhstan - Baikonur Site 81/23                              | Kazakhstan - Baikonur Site 81/23          | Estats Units Rússia - International Launch Services    | Estats Units Rússia - International Launch Services    |
| 24 de maig 17:00     | Estats Units - Telstar 5 | Loral Skynet                                    | Geosíncrona                                                   | Comunicacions                             | En òrbita                                              | Operacional                                            |
| 29 de maig 04:56     | Canadà - Black Brant IX | Canadà - Black Brant IX                         | Estats Units - White Sands LC-36                              | Estats Units - White Sands LC-36          | Estats Units - NASA                                    | Estats Units - NASA                                    |
| 29 de maig 04:56     | | NASA                                            | Suborbital                                                    | Radioastronomia                           | 29 de maig                                             | Reeixit                                                |
| 30 de maig           | Estats Units - UGM-133 Trident II | Estats Units - UGM-133 Trident II               | Estats Units - Submarí, Eastern Range                         | Estats Units - Submarí, Eastern Range     | Estats Units - Marina dels Estats Units d'Amèrica      | Estats Units - Marina dels Estats Units d'Amèrica      |
| 30 de maig           | | Marina dels Estats Units d'Amèrica              | Suborbital                                                    | Prova de míssils                          | 30 de maig                                             | Reeixit                                                |
| Juny                 | |                                                 |                                                               |                                           |                                                        |                                                        |
| 3 de juny 23:20      | Europa - Ariane 4 (44L) | Europa - Ariane 4 (44L)                         | França - Kourou ELA-2                                         | França - Kourou ELA-2                     | França - Arianespace                                   | França - Arianespace                                   |
| 3 de juny 23:20      | Regne Unit - Inmarsat 3F4 | Inmarsat                                        | Geosíncrona                                                   | Comunicacions                             | En òrbita                                              | Operacional                                            |
| 3 de juny 23:20      | Índia - INSAT 2D | ISRO                                            | Geosíncrona                                                   | Comunicacions                             | En òrbita                                              | Error del vehicle                                      |
| 3 de juny 23:20      | El Insat 2D va ser declarat com a pèrdia total el 4 d'octubre 1997. |                                                 |                                                               |                                           |                                                        |                                                        |
| 6 de juny 16:56      | Rússia - Proton-K/17S40 | Rússia - Proton-K/17S40                         | Kazakhstan - Baikonur Site 200/39                             | Kazakhstan - Baikonur Site 200/39         | Rússia                                                 | Rússia                                                 |
| 6 de juny 16:56      | Rússia - Kosmos 2344 (Arkon) | MO RF                                           | Terrestre Mitjana                                             | Reconeixement                             | En òrbita                                              | Operacional                                            |
| 10 de juny           | Rússia - UR-100NU | Rússia - UR-100NU                               | Kazakhstan - Baikonur                                         | Kazakhstan - Baikonur                     | Rússia - RVSN                                          | Rússia - RVSN                                          |
| 10 de juny           | | RVSN                                            | Suborbital                                                    | Prova de míssils                          | 10 de juny                                             | Reeixit                                                |
| 10 de juny 12:01     | Xina - Llarga Marxa 3 | Xina - Llarga Marxa 3                           | Xina - Xichang LC-1                                           | Xina - Xichang LC-1                       | Xina                                                   | Xina                                                   |
| 10 de juny 12:01     | Xina - Feng Yun 2A | CASC                                            | Geosíncrona                                                   | Meteorologia                              | En òrbita                                              | Error del vehicle                                      |
| 10 de juny 12:01     | Es van detenir la transmissió de dades a l'abril de 1998, la transmissió es reprèn però el sistema d'imatge va fallar un any més tard en el setembre.                                |                                                 |                                                               |                                           |                                                        |                                                        |
| 18 de juny 14:02     | Estats Units - LGM-30G Minuteman III | Estats Units - LGM-30G Minuteman III            | Estats Units - Vandenberg LF-10                               | Estats Units - Vandenberg LF-10           | Estats Units - Força Aèria dels Estats Units d'Amèrica | Estats Units - Força Aèria dels Estats Units d'Amèrica |
| 18 de juny 14:02     | Estats Units - FOT GT165GM | Força Aèria dels Estats Units d'Amèrica         | Suborbital                                                    | Prova de míssils                          | 18 de juny                                             | Reeixit                                                |
| 18 de juny 14:02     | Rússia - Proton-K/17S40 | Rússia - Proton-K/17S40                         | Kazakhstan - Baikonur Site 81/23                              | Kazakhstan - Baikonur Site 81/23          | Rússia                                                 | Rússia                                                 |
| 18 de juny 14:02     | Estats Units - Iridium 14 | Iridium                                         | Terrestre baixa                                               | Comunicacions                             | En òrbita                                              | Error del vehicle                                      |
| 18 de juny 14:02     | Estats Units - Iridium 12 | Iridium                                         | Terrestre baixa                                               | Comunicacions                             | En òrbita                                              | Operacional                                            |
| 18 de juny 14:02     | Estats Units - Iridium 9 | Iridium                                         | Terrestre baixa                                               | Comunicacions                             | 11 de març 2003                                        | Error del vehicle                                      |
| 18 de juny 14:02     | Estats Units - Iridium 10 | Iridium                                         | Terrestre baixa                                               | Comunicacions                             | En òrbita                                              | Operacional                                            |
| 18 de juny 14:02     | Estats Units - Iridium 13 | Iridium                                         | Terrestre baixa                                               | Comunicacions                             | En òrbita                                              | Operacional                                            |
| 18 de juny 14:02     | Estats Units - Iridium 16 | Iridium                                         | Terrestre baixa                                               | Comunicacions                             | En òrbita                                              | Operacional                                            |
| 18 de juny 14:02     | Estats Units - Iridium 11 | Iridium                                         | Terrestre baixa                                               | Comunicacions                             | En òrbita                                              | Error del vehicle                                      |
| 24 de juny 03:39     | Estats Units - LGM-30F Minuteman II | Estats Units - LGM-30F Minuteman II             | Estats Units - Vandenberg LF-03                               | Estats Units - Vandenberg LF-03           | Estats Units - Força Aèria dels Estats Units d'Amèrica | Estats Units - Força Aèria dels Estats Units d'Amèrica |
| 24 de juny 03:39     | Estats Units - MSLS IFT-1A | Força Aèria dels Estats Units d'Amèrica         | Suborbital                                                    | Objectiu ABM                              | 24 de juny                                             | Error parcial                                          |
| 24 de juny 03:39     | Alguns cimbells no es van desplegar |                                                 |                                                               |                                           |                                                        |                                                        |
| 24 de juny 04:00     | Estats Units - Payload Launch Vehicle | Estats Units - Payload Launch Vehicle           | Illes Marshall - Meck, Kwajalein                              | Illes Marshall - Meck, Kwajalein          | Estats Units - Orbital Sciences                        | Estats Units - Orbital Sciences                        |
| 24 de juny 04:00     | Estats Units - IFT-1A EKV | Força Aèria dels Estats Units d'Amèrica         | Suborbital                                                    | Prova d'ABM                               | 24 de juny                                             | Error parcial                                          |
| 24 de juny 04:00     | Rendiment pobre del sistema; Sobrevol sense destruir |                                                 |                                                               |                                           |                                                        |                                                        |
| 25 de juny 23:44     | Europa - Ariane 4 (44P) | Europa - Ariane 4 (44P)                         | França - Kourou ELA-2                                         | França - Kourou ELA-2                     | França - Arianespace                                   | França - Arianespace                                   |
| 25 de juny 23:44     | Nacions Unides - Intelsat 802 | Intelsat                                        | Geosíncrona                                                   | Comunicacions                             | En òrbita                                              | Operacional                                            |
| Juliol               | |                                                 |                                                               |                                           |                                                        |                                                        |
| 1 de juliol 18:02    | Estats Units - Transbordador Espacial Columbia | Estats Units - Transbordador Espacial Columbia  | Estats Units - Kennedy LC-39A                                 | Estats Units - Kennedy LC-39A             | Estats Units - United Space Alliance                   | Estats Units - United Space Alliance                   |
| 1 de juliol 18:02    | Estats Units - STS-94 | NASA                                            | Terrestre baixa                                               | Investigació de microgravetat             | 17 de juliol 10:40                                     | Reeixit                                                |
| 1 de juliol 18:02    | Estats Units - Spacelab Long Module 1 | NASA                                            | Terrestre baixa (Columbia)                                    | Spacelab MSL-1                            | 17 de juliol 10:40                                     | Reeixit                                                |
| 1 de juliol 18:02    | Estats Units - EDO Pallet | NASA                                            | Terrestre baixa (Columbia)                                    | Missió d'extensió de la paleta criogènica | 17 de juliol 10:40                                     | Reeixit                                                |
| 1 de juliol 18:02    | Vol orbital tripulat amb set astronautes, reenlairat amb el STS-83 Vol final del Spacelab Long Module 1                                                                              |                                                 |                                                               |                                           |                                                        |                                                        |
| 5 de juliol 04:11    | Rússia - Soiuz-U | Rússia - Soiuz-U                                | Kazakhstan - Baikonur Site 1/5                                | Kazakhstan - Baikonur Site 1/5            | Rússia - Roskosmos                                     | Rússia - Roskosmos                                     |
| 5 de juliol 04:11    | Rússia - Progress M-35 | Roskosmos                                       | Terrestre baixa (Mir)                                         | Logística                                 | 7 d'octubre 17:23                                      | Reeixit                                                |
| 8 de juliol 12:25    | Rússia - RT-2PM Topol | Rússia - RT-2PM Topol                           | Rússia - Plesetsk Site 158                                    | Rússia - Plesetsk Site 158                | Rússia - RVSN                                          | Rússia - RVSN                                          |
| 8 de juliol 12:25    | | RVSN                                            | Suborbital                                                    | Prova de míssils                          | 8 de juliol                                            | Reeixit                                                |
| 9 de juliol          | Corea del Sud - KSR-II | Corea del Sud - KSR-II                          | Corea del Sud - Anhueng                                       | Corea del Sud - Anhueng                   | Corea del Sud - KARI                                   | Corea del Sud - KARI                                   |
| 9 de juliol          | | KARI                                            | Suborbital                                                    | Astronomia de raigs X/Ionosphere research | 9 de juliol                                            | Reeixit                                                |
| 9 de juliol 13:04    | Estats Units - Delta II 7920-10C | Estats Units - Delta II 7920-10C                | Estats Units - Vandenberg SLC-2W                              | Estats Units - Vandenberg SLC-2W          | Estats Units - Boeing IDS                              | Estats Units - Boeing IDS                              |
| 9 de juliol 13:04    | Estats Units - Iridium 15 | Iridium                                         | Terrestre baixa                                               | Comunicacions                             | En òrbita                                              | Operacional                                            |
| 9 de juliol 13:04    | Estats Units - Iridium 17 | Iridium                                         | Terrestre baixa                                               | Comunicacions                             | En òrbita                                              | Operacional                                            |
| 9 de juliol 13:04    | Estats Units - Iridium 20 | Iridium                                         | Terrestre baixa                                               | Comunicacions                             | En òrbita                                              | Error del vehicle                                      |
| 9 de juliol 13:04    | Estats Units - Iridium 18 | Iridium                                         | Terrestre baixa                                               | Comunicacions                             | En òrbita                                              | Operacional                                            |
| 9 de juliol 13:04    | Estats Units - Iridium 21 | Iridium                                         | Terrestre baixa                                               | Comunicacions                             | En òrbita                                              | Error del vehicle                                      |
| 23 de juliol         | Rússia - R-29 | Rússia - R-29                                   | Rússia - Submarí, Barents Sea                                 | Rússia - Submarí, Barents Sea             | Rússia - Marina russa                                  | Rússia - Marina russa                                  |
| 23 de juliol         | | Marina russa                                    | Suborbital                                                    | Prova de míssils                          | 23 de juliol                                           | Reeixit                                                |
| 23 de juliol 03:42   | Estats Units - Delta II 7925-9.5 | Estats Units - Delta II 7925-9.5                | Estats Units - Cape Canaveral LC-17A                          | Estats Units - Cape Canaveral LC-17A      | Estats Units - Boeing IDS                              | Estats Units - Boeing IDS                              |
| 23 de juliol 03:42   | Estats Units - USA-132 (GPS IIR-2) | Força Aèria dels Estats Units d'Amèrica         | Terrestre Mitjana                                             | Navegació                                 | En òrbita                                              | Operacional                                            |
| 28 de juliol 01:15   | Estats Units - Atlas IIAS | Estats Units - Atlas IIAS                       | Estats Units - Cape Canaveral LC-36B                          | Estats Units - Cape Canaveral LC-36B      | Estats Units Rússia - International Launch Services    | Estats Units Rússia - International Launch Services    |
| 28 de juliol 01:15   | Japó - Superbird C | SCC                                             | Geosíncrona                                                   | Comunicacions                             | En òrbita                                              | Operacional                                            |
| Agost                | |                                                 |                                                               |                                           |                                                        |                                                        |
| 1 d'agost 20:20      | Estats Units - Pegasus-XL | Estats Units - Pegasus-XL                       | Estats UnitsStargazer, Vandenberg                             | Estats UnitsStargazer, Vandenberg         | Estats Units - Orbital Sciences                        | Estats Units - Orbital Sciences                        |
| 1 d'agost 20:20      | Estats Units - Orbview-2 | GeoEye                                          | Terrestre baixa                                               | Imatgeria de la Terra                     | En òrbita                                              | Operacional                                            |
| 5 d'agost 15:35      | Rússia - Soiuz-U | Rússia - Soiuz-U                                | Kazakhstan - Baikonur Site 1/5                                | Kazakhstan - Baikonur Site 1/5            | Rússia - Roskosmos                                     | Rússia - Roskosmos                                     |
| 5 d'agost 15:35      | Rússia - Soiuz TM-26 | Roskosmos                                       | Terrestre baixa (Mir)                                         | Mir EO-24                                 | 19 de febrer 1998 09:10                                | Reeixit                                                |
| 5 d'agost 15:35      | Vol orbital tripulat amb dos cosmonautes |                                                 |                                                               |                                           |                                                        |                                                        |
| 7 d'agost 14:41      | Estats Units - Transbordador Espacial Discovery | Estats Units - Transbordador Espacial Discovery | Estats Units - Kennedy LC-39A                                 | Estats Units - Kennedy LC-39A             | Estats Units - United Space Alliance                   | Estats Units - United Space Alliance                   |
| 7 d'agost 14:41      | Estats Units - STS-85 | NASA                                            | Terrestre baixa                                               | Ciències espacials                        | 19 d'agost 11:08                                       | Reeixit                                                |
| 7 d'agost 14:41      | Alemanya - Estats Units - CRISTA-SPAS-2 | DLR/NASA                                        | Terrestre baixa                                               | Investigació atmosfèrica                  | 19 d'agost 11:08                                       | Reeixit                                                |
| 7 d'agost 14:41      | Japó - MFD | NASDA                                           | Terrestre baixa (Discovery)                                   | Demostració del Dextrous RMS              | 19 d'agost 11:08                                       | Reeixit                                                |
| 7 d'agost 14:41      | Vol orbital tripulat amb sis astronautes El CRISTA-SPAS va ser desplegat el 7 d'agost i va ser recuperat el 16 d'agost                                                               |                                                 |                                                               |                                           |                                                        |                                                        |
| 8 d'agost 06:46      | Europa - Ariane 4 (44LP) | Europa - Ariane 4 (44LP)                        | França - Kourou ELA-2                                         | França - Kourou ELA-2                     | França - Arianespace                                   | França - Arianespace                                   |
| 8 d'agost 06:46      | Estats Units - PAS 6 | PanAmSat                                        | Geosíncrona                                                   | Comunicacions                             | En òrbita                                              | Error del vehicle                                      |
| 8 d'agost 06:46      | Hi va haver un error del vehicle a l'abril de 2004 |                                                 |                                                               |                                           |                                                        |                                                        |
| 8 d'agost 13:19      | Estats Units - Super Loki | Estats Units - Super Loki                       | Estats Units - Wallops Island                                 | Estats Units - Wallops Island             | Estats Units - NASA                                    | Estats Units - NASA                                    |
| 8 d'agost 13:19      | | NASA                                            | Suborbital                                                    | Investigació en aeronomia                 | 8 d'agost                                              | Reeixit                                                |
| 8 d'agost 13:24      | Estats Units - Terrier-Orion | Estats Units - Terrier-Orion                    | Estats Units - Wallops Island                                 | Estats Units - Wallops Island             | Estats Units - NASA                                    | Estats Units - NASA                                    |
| 8 d'agost 13:24      | Estats Units - COORS | NASA                                            | Suborbital                                                    | Investigació de la Ionosfera/Aeronomia    | 8 d'agost                                              | Error                                                  |
| 8 d'agost 16:29      | Canadà - Black Brant VC | Canadà - Black Brant VC                         | Estats Units - White Sands                                    | Estats Units - White Sands                | Estats Units - NASA                                    | Estats Units - NASA                                    |
| 8 d'agost 16:29      | | NASA                                            | Suborbital                                                    | Investigació de la Ionosfera/Aeronomia    | 8 d'agost                                              | Reeixit                                                |
| 9 d'agost 13:29      | Estats Units - Super Loki | Estats Units - Super Loki                       | Estats Units - Wallops Island                                 | Estats Units - Wallops Island             | Estats Units - NASA                                    | Estats Units - NASA                                    |
| 9 d'agost 13:29      | | NASA                                            | Suborbital                                                    | Investigació d'Aeronomia                  | 9 d'agost                                              | Reeixit                                                |
| 9 d'agost 22:57      | Estats Units - Super Loki | Estats Units - Super Loki                       | Estats Units - Wallops Island                                 | Estats Units - Wallops Island             | Estats Units - NASA                                    | Estats Units - NASA                                    |
| 9 d'agost 22:57      | | NASA                                            | Suborbital                                                    | Investigació d'Aeronomia                  | 9 d'agost                                              | Reeixit                                                |
| 10 d'agost 13:36     | Estats Units - Viper | Estats Units - Viper                            | Estats Units - Wallops Island                                 | Estats Units - Wallops Island             | Estats Units - NASA                                    | Estats Units - NASA                                    |
| 10 d'agost 13:36     | | NASA                                            | Suborbital                                                    | Investigació d'Aeronomia                  | 10 d'agost                                             | Reeixit                                                |
| 10 d'agost 21:30     | Estats Units - Super Loki | Estats Units - Super Loki                       | Estats Units - Wallops Island                                 | Estats Units - Wallops Island             | Estats Units - NASA                                    | Estats Units - NASA                                    |
| 10 d'agost 21:30     | | NASA                                            | Suborbital                                                    | Investigació d'Aeronomia                  | 10 d'agost                                             | Reeixit                                                |
| 11 d'agost 13:38     | Estats Units - Super Loki | Estats Units - Super Loki                       | Estats Units - Wallops Island                                 | Estats Units - Wallops Island             | Estats Units - NASA                                    | Estats Units - NASA                                    |
| 11 d'agost 13:38     | | NASA                                            | Suborbital                                                    | Investigació d'Aeronomia                  | 11 d'agost                                             | Reeixit                                                |
| 11 d'agost 13:43     | Estats Units - Viper | Estats Units - Viper                            | Estats Units - Wallops Island                                 | Estats Units - Wallops Island             | Estats Units - NASA                                    | Estats Units - NASA                                    |
| 11 d'agost 13:43     | | NASA                                            | Suborbital                                                    | Investigació d'Aeronomia                  | 11 d'agost                                             | Reeixit                                                |
| 11 d'agost 18:18     | Canadà - Black Brant IX | Canadà - Black Brant IX                         | Estats Units - White Sands                                    | Estats Units - White Sands                | Estats Units - NASA                                    | Estats Units - NASA                                    |
| 11 d'agost 18:18     | | NASA                                            | Suborbital                                                    | Astronomia ultraviolada                   | 11 d'agost                                             | Reeixit                                                |
| 11 d'agost 21:34     | Estats Units - Super Loki | Estats Units - Super Loki                       | Estats Units - Wallops Island                                 | Estats Units - Wallops Island             | Estats Units - NASA                                    | Estats Units - NASA                                    |
| 11 d'agost 21:34     | | NASA                                            | Suborbital                                                    | Investigació d'Aeronomia                  | 11 d'agost                                             | Reeixit                                                |
| 12 d'agost 12:10     | Estats Units - Super Loki | Estats Units - Super Loki                       | Estats Units - Wallops Island                                 | Estats Units - Wallops Island             | Estats Units - NASA                                    | Estats Units - NASA                                    |
| 12 d'agost 12:10     | | NASA                                            | Suborbital                                                    | Investigació d'Aeronomia                  | 12 d'agost                                             | Reeixit                                                |
| 12 d'agost 12:15     | Estats Units - Viper | Estats Units - Viper                            | Estats Units - Wallops Island                                 | Estats Units - Wallops Island             | Estats Units - NASA                                    | Estats Units - NASA                                    |
| 12 d'agost 12:15     | | NASA                                            | Suborbital                                                    | Investigació d'Aeronomia                  | 12 d'agost                                             | Reeixit                                                |
| 12 d'agost 12:26     | Estats Units - Super Loki | Estats Units - Super Loki                       | Estats Units - Wallops Island                                 | Estats Units - Wallops Island             | Estats Units - NASA                                    | Estats Units - NASA                                    |
| 12 d'agost 12:26     | | NASA                                            | Suborbital                                                    | Investigació d'Aeronomia                  | 12 d'agost                                             | Reeixit                                                |
| 12 d'agost 21:41     | Estats Units - Super Loki | Estats Units - Super Loki                       | Estats Units - Wallops Island                                 | Estats Units - Wallops Island             | Estats Units - NASA                                    | Estats Units - NASA                                    |
| 12 d'agost 21:41     | | NASA                                            | Suborbital                                                    | Investigació d'Aeronomia                  | 12 d'agost                                             | Reeixit                                                |
| 13 d'agost 13:50     | Estats Units - Super Loki | Estats Units - Super Loki                       | Estats Units - Wallops Island                                 | Estats Units - Wallops Island             | Estats Units - NASA                                    | Estats Units - NASA                                    |
| 13 d'agost 13:50     | | NASA                                            | Suborbital                                                    | Investigació d'Aeronomia                  | 13 d'agost                                             | Reeixit                                                |
| 13 d'agost 13:55     | Estats Units - Super Loki | Estats Units - Super Loki                       | Estats Units - Wallops Island                                 | Estats Units - Wallops Island             | Estats Units - NASA                                    | Estats Units - NASA                                    |
| 13 d'agost 13:55     | | NASA                                            | Suborbital                                                    | Investigació d'Aeronomia                  | 13 d'agost                                             | Reeixit                                                |
| 13 d'agost 21:40     | Estats Units - Super Loki | Estats Units - Super Loki                       | Estats Units - Wallops Island                                 | Estats Units - Wallops Island             | Estats Units - NASA                                    | Estats Units - NASA                                    |
| 13 d'agost 21:40     | | NASA                                            | Suborbital                                                    |                                           | 13 d'agost                                             | Reeixit                                                |
| 14 d'agost 12:22     | Estats Units - Super Loki | Estats Units - Super Loki                       | Estats Units - Wallops Island                                 | Estats Units - Wallops Island             | Estats Units - NASA                                    | Estats Units - NASA                                    |
| 14 d'agost 12:22     | | NASA                                            | Suborbital                                                    | Investigació d'Aeronomia                  | 14 d'agost                                             | Reeixit                                                |
| 14 d'agost 12:27     | Estats Units - Viper | Estats Units - Viper                            | Estats Units - Wallops Island                                 | Estats Units - Wallops Island             | Estats Units - NASA                                    | Estats Units - NASA                                    |
| 14 d'agost 12:27     | | NASA                                            | Suborbital                                                    | Investigació d'Aeronomia                  | 14 d'agost                                             | Reeixit                                                |
| 14 d'agost 20:49     | Rússia - Proton-K/DM-2 | Rússia - Proton-K/DM-2                          | Kazakhstan - Baikonur Site 200/39                             | Kazakhstan - Baikonur Site 200/39         | Rússia                                                 | Rússia                                                 |
| 14 d'agost 20:49     | Rússia - Kosmos 2345 (Prognoz) | MO RF                                           | Geosíncrona                                                   | Sistema d'alertes                         | En òrbita                                              | Reeixit                                                |
| 14 d'agost 20:49     | Retirat l'1 de gener 1999 |                                                 |                                                               |                                           |                                                        |                                                        |
| 14 d'agost 21:53     | Estats Units - Viper | Estats Units - Viper                            | Estats Units - Wallops Island                                 | Estats Units - Wallops Island             | Estats Units - NASA                                    | Estats Units - NASA                                    |
| 14 d'agost 21:53     | | NASA                                            | Suborbital                                                    | Investigació d'Aeronomia                  | 14 d'agost                                             | Reeixit                                                |
| 15 d'agost 10:58     | Estats Units - Viper | Estats Units - Viper                            | Estats Units - Wallops Island                                 | Estats Units - Wallops Island             | Estats Units - NASA                                    | Estats Units - NASA                                    |
| 15 d'agost 10:58     | | NASA                                            | Suborbital                                                    | Investigació d'Aeronomia                  | 15 d'agost                                             | Reeixit                                                |
| 15 d'agost 20:25     | Estats Units - Super Loki | Estats Units - Super Loki                       | Estats Units - Wallops Island                                 | Estats Units - Wallops Island             | Estats Units - NASA                                    | Estats Units - NASA                                    |
| 15 d'agost 20:25     | | NASA                                            | Suborbital                                                    | Investigació d'Aeronomia                  | 15 d'agost                                             | Reeixit                                                |
| 19 d'agost 17:50     | Xina - Llarga Marxa 3B | Xina - Llarga Marxa 3B                          | Xina - Xichang LC-2                                           | Xina - Xichang LC-2                       | Xina                                                   | Xina                                                   |
| 19 d'agost 17:50     | Filipines - Agila 2 | MPSC                                            | Geosíncrona                                                   | Comunicacions                             | En òrbita                                              | Operacional                                            |
| 21 d'agost 00:38     | Estats Units - Delta II 7920-10C | Estats Units - Delta II 7920-10C                | Estats Units - Vandenberg SLC-2W                              | Estats Units - Vandenberg SLC-2W          | Estats Units - Boeing IDS                              | Estats Units - Boeing IDS                              |
| 21 d'agost 00:38     | Estats Units - Iridium 26 | Iridium                                         | Terrestre baixa                                               | Comunicacions                             | En òrbita                                              | Operacional                                            |
| 21 d'agost 00:38     | Estats Units - Iridium 25 | Iridium                                         | Terrestre baixa                                               | Comunicacions                             | En òrbita                                              | Operacional                                            |
| 21 d'agost 00:38     | Estats Units - Iridium 24 | Iridium                                         | Terrestre baixa                                               | Comunicacions                             | En òrbita                                              | Error del vehicle                                      |
| 21 d'agost 00:38     | Estats Units - Iridium 23 | Iridium                                         | Terrestre baixa                                               | Comunicacions                             | En òrbita                                              | Operacional                                            |
| 21 d'agost 00:38     | Estats Units - Iridium 22 | Iridium                                         | Terrestre baixa                                               | Comunicacions                             | En òrbita                                              | Operacional                                            |
| 23 d'agost 06:51     | Estats Units - LMLV-1 (Athena I) | Estats Units - LMLV-1 (Athena I)                | Estats Units - Vandenberg SLC-6                               | Estats Units - Vandenberg SLC-6           | Estats Units - Lockheed Martin                         | Estats Units - Lockheed Martin                         |
| 23 d'agost 06:51     | Estats Units - Lewis | NASA                                            | Terrestre baixa                                               | Observació de la Terra                    | 29 de setembre                                         | Error del vehicle                                      |
| 23 d'agost 06:51     | Es va perdre el control en tres dies després del llançament a causa d'un error de disseny del RCS.                                                                                   |                                                 |                                                               |                                           |                                                        |                                                        |
| 25 d'agost 14:39     | Estats Units - Delta II 7920-8 | Estats Units - Delta II 7920-8                  | Estats Units - Cape Canaveral LC-17A                          | Estats Units - Cape Canaveral LC-17A      | Estats Units - Boeing IDS                              | Estats Units - Boeing IDS                              |
| 25 d'agost 14:39     | Estats Units - ACE | NASA                                            | Earth/Sun L1 point                                            | Magnetospheric research                   | En òrbita                                              | Operacional                                            |
| 28 d'agost 00:33     | Rússia - Proton-K/DM-2M | Rússia - Proton-K/DM-2M                         | Kazakhstan - Baikonur Site 81/23                              | Kazakhstan - Baikonur Site 81/23          | Estats Units Rússia - International Launch Services    | Estats Units Rússia - International Launch Services    |
| 28 d'agost 00:33     | Estats Units - PAS 5 | PanAmSat                                        | Geosíncrona                                                   | Comunicacions                             | En òrbita                                              | Operacional                                            |
| 29 d'agost 15:02     | Estats Units - Pegasus-XL | Estats Units - Pegasus-XL                       | Estats UnitsStargazer, Vandenberg                             | Estats UnitsStargazer, Vandenberg         | Estats Units - Orbital Sciences                        | Estats Units - Orbital Sciences                        |
| 29 d'agost 15:02     | Estats Units - FORTE | Força Aèria dels Estats Units d'Amèrica         | Terrestre baixa                                               | Investigació de la Ionosfera              | En òrbita                                              | Operacional                                            |
| Setembre             | |                                                 |                                                               |                                           |                                                        |                                                        |
| 1 de setembre 14:00  | Xina - Llarga Marxa 2D | Xina - Llarga Marxa 2D                          | Xina - Taiyuan LC-1                                           | Xina - Taiyuan LC-1                       | Xina - CASC                                            | Xina - CASC                                            |
| 1 de setembre 14:00  | Estats Units - Iridium MFS-1 | Iridium                                         | Terrestre baixa                                               | Boilerplate spacecraft                    | En òrbita                                              | Reeixit                                                |
| 1 de setembre 14:00  | Estats Units - Iridium MFS-2 | Iridium                                         | Terrestre baixa                                               | Boilerplate spacecraft                    | En òrbita                                              | Reeixit                                                |
| 2 de setembre 07:00  | Estats Units - Terrier-Orion | Estats Units - Terrier-Orion                    | Anna Plains                                                   | Anna Plains                               | Estats Units - NASA                                    | Estats Units - NASA                                    |
| 2 de setembre 07:00  | Estats Units - DUNDEE 1 | NASA                                            | Suborbital                                                    | Objectiu                                  | 2 de setembre                                          | Reeixit                                                |
| 2 de setembre 22:21  | Europa - Ariane 4 (44LP) | Europa - Ariane 4 (44LP)                        | França - Kourou ELA-2                                         | França - Kourou ELA-2                     | França - Arianespace                                   | França - Arianespace                                   |
| 2 de setembre 22:21  | França - Hot Bird 3 | Eutelsat                                        | Geosíncrona                                                   | Comunicacions                             | En òrbita                                              | Operacional                                            |
| 2 de setembre 22:21  | Europa - Meteosat 7 | Eumetsat                                        | Geosíncrona                                                   | Meteorologia                              | En òrbita                                              | Operacional                                            |
| 4 de setembre 12:03  | Estats Units - Atlas IIAS | Estats Units - Atlas IIAS                       | Estats Units - Cape Canaveral LC-36A                          | Estats Units - Cape Canaveral LC-36A      | Estats Units Rússia - International Launch Services    | Estats Units Rússia - International Launch Services    |
| 4 de setembre 12:03  | Estats Units - GE 3 | GE Americom                                     | Geosíncrona                                                   | Comunicacions                             | En òrbita                                              | Operacional                                            |
| 5 de setembre 04:00  | Estats Units - Terrier=Orion | Estats Units - Terrier=Orion                    | Anna Plains                                                   | Anna Plains                               | Estats Units - NASA                                    | Estats Units - NASA                                    |
| 5 de setembre 04:00  | Estats Units - DUNDEE 2 | NASA                                            | Suborbital                                                    | Objectiu                                  | 5 de setembre                                          | Reeixit                                                |
| 10 de setembre 02:00 | Estats Units - Terrier-Orion | Estats Units - Terrier-Orion                    | Anna Plains                                                   | Anna Plains                               | Estats Units - NASA                                    | Estats Units - NASA                                    |
| 10 de setembre 02:00 | Estats Units - DUNDEE 3 | NASA                                            | Suborbital                                                    | Objectiu                                  | 10 de setembre                                         | Reeixit                                                |
| 10 de setembre 14:40 | Canadà - Black Brant IX | Canadà - Black Brant IX                         | Estats Units - White Sands                                    | Estats Units - White Sands                | Estats Units - NASA                                    | Estats Units - NASA                                    |
| 10 de setembre 14:40 | | NASA                                            | Suborbital                                                    | Prova de coets                            | 10 de setembre                                         | Reeixit                                                |
| 10 de setembre 15:10 | Canadà - Black Brant IX | Canadà - Black Brant IX                         | Estats Units - White Sands                                    | Estats Units - White Sands                | Estats Units - NASA                                    | Estats Units - NASA                                    |
| 10 de setembre 15:10 | | NASA                                            | Suborbital                                                    | Investigació de microgravetat             | 10 de setembre                                         | Reeixit                                                |
| 11 de setembre 20:15 | Estats Units - Terrier-Orion | Estats Units - Terrier-Orion                    | Anna Plains                                                   | Anna Plains                               | Estats Units - NASA                                    | Estats Units - NASA                                    |
| 11 de setembre 20:15 | Estats Units - DUNDEE 4 | NASA                                            | Suborbital                                                    | Objectiu                                  | 11 de setembre                                         | Reeixit                                                |
| 14 de setembre 01:36 | Rússia - Proton-K/17S40 | Rússia - Proton-K/17S40                         | Kazakhstan - Baikonur Site 81/23                              | Kazakhstan - Baikonur Site 81/23          | Rússia                                                 | Rússia                                                 |
| 14 de setembre 01:36 | Estats Units - Iridium 29 | Iridium                                         | Terrestre baixa                                               | Comunicacions                             | En òrbita                                              | Operacional                                            |
| 14 de setembre 01:36 | Estats Units - Iridium 32 | Iridium                                         | Terrestre baixa                                               | Comunicacions                             | En òrbita                                              | Operacional                                            |
| 14 de setembre 01:36 | Estats Units - Iridium 33 | Iridium                                         | Terrestre baixa                                               | Comunicacions                             | 10 de febrer 2009                                      | Error parcial                                          |
| 14 de setembre 01:36 | Estats Units - Iridium 27 | Iridium                                         | Terrestre baixa                                               | Comunicacions                             | 1 de febrer 2002                                       | Error del vehicle                                      |
| 14 de setembre 01:36 | Estats Units - Iridium 28 | Iridium                                         | Terrestre baixa                                               | Comunicacions                             | En òrbita                                              | Operacional                                            |
| 14 de setembre 01:36 | Estats Units - Iridium 30 | Iridium                                         | Terrestre baixa                                               | Comunicacions                             | En òrbita                                              | Operacional                                            |
| 14 de setembre 01:36 | Estats Units - Iridium 31 | Iridium                                         | Terrestre baixa                                               | Comunicacions                             | En òrbita                                              | Operacional                                            |
| 14 de setembre 01:36 | L'Iridium 33 va ser destruït en la col·lisió amb el Kosmos 2251 |                                                 |                                                               |                                           |                                                        |                                                        |
| 17 de setembre 08:01 | Estats Units - LGM-118 Peacekeeper | Estats Units - LGM-118 Peacekeeper              | Estats Units - Vandenberg LF-05                               | Estats Units - Vandenberg LF-05           | Estats Units - Força Aèria dels Estats Units d'Amèrica | Estats Units - Força Aèria dels Estats Units d'Amèrica |
| 17 de setembre 08:01 | Estats Units7 vehicles de reentrada | Força Aèria dels Estats Units d'Amèrica         | Suborbital                                                    | Prova de míssils                          | 17 de setembre                                         | Reeixit                                                |
| 19 de setembre 13:00 | Canadà - Black Brant IX | Canadà - Black Brant IX                         | Estats Units - White Sands                                    | Estats Units - White Sands                | Estats Units - NASA                                    | Estats Units - NASA                                    |
| 19 de setembre 13:00 | | NASA                                            | Suborbital                                                    | Investigació de la Ionosfera              | 19 de setembre                                         | Reeixit                                                |
| 23 de setembre 16:44 | Rússia - Kosmos-3M | Rússia - Kosmos-3M                              | Rússia - Plesetsk Site 132/1                                  | Rússia - Plesetsk Site 132/1              | Rússia                                                 | Rússia                                                 |
| 23 de setembre 16:44 | Rússia - Kosmos 2346 (Parus) | MO RF                                           | Terrestre baixa                                               | Navegació                                 | En òrbita                                              | Operacional                                            |
| 23 de setembre 16:44 | Estats Units - FAISAT-2V | FAI                                             | Terrestre baixa                                               | Comunicacions                             | En òrbita                                              | Operacional                                            |
| 23 de setembre 23:58 | Europa - Ariane 4 (42L) | Europa - Ariane 4 (42L)                         | França - Kourou ELA-2                                         | França - Kourou ELA-2                     | França - Arianespace                                   | França - Arianespace                                   |
| 23 de setembre 23:58 | Nacions Unides - Intelsat 803 | Intelsat                                        | Geosíncrona                                                   | Comunicacions                             | En òrbita                                              | Operacional                                            |
| 24 de setembre       | Estats Units - Storm-2 | Estats Units - Storm-2                          | Estats Units - White Sands LC-32                              | Estats Units - White Sands LC-32          | Estats Units - Força Aèria dels Estats Units d'Amèrica | Estats Units - Força Aèria dels Estats Units d'Amèrica |
| 24 de setembre       | Estats Units - MTTV-4 | Força Aèria dels Estats Units d'Amèrica         | Suborbital                                                    | Objectiu                                  | 24 de setembre                                         | Reeixit                                                |
| 24 de setembre 21:30 | Rússia - Molniya-M | Rússia - Molniya-M                              | Rússia - Plesetsk Site 43/4                                   | Rússia - Plesetsk Site 43/4               | Rússia                                                 | Rússia                                                 |
| 24 de setembre 21:30 | Rússia - Molniya-1T | MO RF                                           | Molnia                                                        | Comunicacions                             | En òrbita                                              | Operacional                                            |
| 25 de setembre 00:30 | Japó - TR-1 | Japó - TR-1                                     | Japó - Tanegashima LA-T                                       | Japó - Tanegashima LA-T                   | NASDA                                                  | NASDA                                                  |
| 25 de setembre 00:30 | | NASDA                                           | Suborbital                                                    | Investigació de microgravetat             | 25 de setembre                                         | Reeixit                                                |
| 26 de setembre 02:34 | Estats Units - Transbordador Espacial Atlantis | Estats Units - Transbordador Espacial Atlantis  | Estats Units - Kennedy LC-39A                                 | Estats Units - Kennedy LC-39A             | Estats Units - United Space Alliance                   | Estats Units - United Space Alliance                   |
| 26 de setembre 02:34 | Estats Units - STS-86 | NASA                                            | Terrestre baixa (Mir)                                         | Vol del Shuttle-Mir                       | 6 d'octubre 21:55                                      | Reeixit                                                |
| 26 de setembre 02:34 | Estats Units - SpaceHab LDM | NASA/SpaceHab                                   | Terrestre baixa (Atlantis)                                    | Logística                                 | 6 d'octubre 21:55                                      | Reeixit                                                |
| 26 de setembre 02:34 | Vol orbital tripulat amb set astronautes |                                                 |                                                               |                                           |                                                        |                                                        |
| 27 de setembre 01:23 | Estats Units - Delta II 7920-10C | Estats Units - Delta II 7920-10C                | Estats Units - Vandenberg SLC-2W                              | Estats Units - Vandenberg SLC-2W          | Estats Units - Boeing IDS                              | Estats Units - Boeing IDS                              |
| 27 de setembre 01:23 | Estats Units - Iridium 19 | Iridium                                         | Terrestre baixa                                               | Comunicacions                             | En òrbita                                              | Operacional                                            |
| 27 de setembre 01:23 | Estats Units - Iridium 37 | Iridium                                         | Terrestre baixa                                               | Comunicacions                             | En òrbita                                              | Operacional                                            |
| 27 de setembre 01:23 | Estats Units - Iridium 36 | Iridium                                         | Terrestre baixa                                               | Comunicacions                             | En òrbita                                              | Operacional                                            |
| 27 de setembre 01:23 | Estats Units - Iridium 35 | Iridium                                         | Terrestre baixa                                               | Comunicacions                             | En òrbita                                              | Operacional                                            |
| 27 de setembre 01:23 | Estats Units - Iridium 34 | Iridium                                         | Terrestre baixa                                               | Comunicacions                             | En òrbita                                              | Operacional                                            |
| 29 de setembre 04:47 | Índia - PSLV | Índia - PSLV                                    | Índia - Sriharikota FLP                                       | Índia - Sriharikota FLP                   | Índia - ISRO                                           | Índia - ISRO                                           |
| 29 de setembre 04:47 | Índia - IRS-1D | ISRO                                            | Heliosíncrona                                                 | Teledetecció                              | En òrbita                                              | Operacional                                            |
| 30 de setembre 20:10 | Canadà - Black Brant IX | Canadà - Black Brant IX                         | Estats Units - White Sands LC-36                              | Estats Units - White Sands LC-36          | Estats Units - NASA                                    | Estats Units - NASA                                    |
| 30 de setembre 20:10 | Estats Units - HRTS 10 | NASA                                            | Suborbital                                                    | Investigació solar                        | 30 de setembre                                         | Reeixit                                                |
| Octubre              | |                                                 |                                                               |                                           |                                                        |                                                        |
| 3 d'octubre 07:07    | Rússia - RT-2PM Topol | Rússia - RT-2PM Topol                           | Rússia - Plesetsk Site 158                                    | Rússia - Plesetsk Site 158                | Rússia - RVSN                                          | Rússia - RVSN                                          |
| 3 d'octubre 07:07    | | RVSN                                            | Suborbital                                                    | Prova de míssils                          | 3 d'octubre                                            | Reeixit                                                |
| 4 d'octubre 18:30    | Estats Units - Castor-Orbus | Estats Units - Castor-Orbus                     | Estats Units - Nevada Test Site LA-26                         | Estats Units - Nevada Test Site LA-26     | Estats Units - Sandia                                  | Estats Units - Sandia                                  |
| 4 d'octubre 18:30    | | Sandia                                          | Suborbital                                                    | Prova de coets                            | 4 d'octubre                                            | Error                                                  |
| 5 d'octubre 15:08    | Rússia - Soiuz-U | Rússia - Soiuz-U                                | Kazakhstan - Baikonur Site 1/5                                | Kazakhstan - Baikonur Site 1/5            | Rússia - Roskosmos                                     | Rússia - Roskosmos                                     |
| 5 d'octubre 15:08    | Rússia - Progress M-36 | Roskosmos                                       | Terrestre baixa (Mir)                                         | Logística                                 | 19 de desembre 13:20                                   | Reeixit                                                |
| 5 d'octubre 15:08    | Rússia - Spútnik-40 | Roskosmos                                       | Terrestre baixa                                               | Amateur communications                    | 21 de maig 1998                                        | Reeixit                                                |
| 5 d'octubre 15:08    | Alemanya - X-Mir | DASA                                            | Terrestre baixa (Mir)                                         | Inspect Mir                               | 2 d'octubre 1998                                       | Reeixit                                                |
| 5 d'octubre 21:01    | Estats Units - Atlas IIAS | Estats Units - Atlas IIAS                       | Estats Units - Cape Canaveral LC-36B                          | Estats Units - Cape Canaveral LC-36B      | Estats Units Rússia - International Launch Services    | Estats Units Rússia - International Launch Services    |
| 5 d'octubre 21:01    | Estats Units - Echostar 3 | EchoStar                                        | Geosíncrona                                                   | Comunicacions                             | En òrbita                                              | Operacional                                            |
| 9 d'octubre 17:59    | Rússia - Soiuz-U | Rússia - Soiuz-U                                | Rússia - Plesetsk Site 43/3                                   | Rússia - Plesetsk Site 43/3               | Rússia                                                 | Rússia                                                 |
| 9 d'octubre 17:59    | Rússia - Foton 11 | Roskosmos                                       | Terrestre baixa                                               | Investigació de microgravetat             | 23 d'octubre                                           | Reeixit                                                |
| 10 d'octubre         | Estats Units - UGM-133 Trident II | Estats Units - UGM-133 Trident II               | Regne Unit - Submarí, Eastern Range                           | Regne Unit - Submarí, Eastern Range       | Regne Unit - Royal Navy                                | Regne Unit - Royal Navy                                |
| 10 d'octubre         | | Royal Navy                                      | Suborbital                                                    | Prova de míssils                          | 10 d'octubre                                           | Reeixit                                                |
| 10 d'octubre         | Estats Units - UGM-133 Trident II | Estats Units - UGM-133 Trident II               | Regne Unit - Submarí, Eastern Range                           | Regne Unit - Submarí, Eastern Range       | Regne Unit - Royal Navy                                | Regne Unit - Royal Navy                                |
| 10 d'octubre         | | Royal Navy                                      | Suborbital                                                    | Prova de míssils                          | 10 d'octubre                                           | Reeixit                                                |
| 12 d'octubre 16:42   | Brasil - VS-30 | Brasil - VS-30                                  | Noruega - Andøya                                              | Noruega - Andøya                          | Brasil - INPE                                          | Brasil - INPE                                          |
| 12 d'octubre 16:42   | Alemanya - AL-VS30-226 | DLR                                             | Suborbital                                                    | Investigació d'Aeronomia                  | 12 d'octubre                                           | Reeixit                                                |
| 15 d'octubre 08:43   | Estats Units - Titan IVB (401)/Centaur | Estats Units - Titan IVB (401)/Centaur          | Estats Units - Cape Canaveral LC-40                           | Estats Units - Cape Canaveral LC-40       | Estats Units - Lockheed Martin                         | Estats Units - Lockheed Martin                         |
| 15 d'octubre 08:43   | Estats Units - Cassini | NASA                                            | Saturniana                                                    | Orbitador de Saturn                       | En òrbita                                              | Operacional                                            |
| 15 d'octubre 08:43   | Estats Units Europa - Huygens | NASA/ESA                                        | Saturniana                                                    | Mòdul de descens sobre Tità               | 14 de gener 2005 12:43                                 | Reeixit                                                |
| 15 d'octubre 08:43   | La Cassini és la primera sonda en orbitar Saturn i la Huygens la primera a aterrar sobre Tità. La Huygens es va alliberar de la Cassini el 25 de desembre de 2004.                   |                                                 |                                                               |                                           |                                                        |                                                        |
| 16 d'octubre 19:00   | Canadà - Black Brant IX | Canadà - Black Brant IX                         | Estats Units - White Sands                                    | Estats Units - White Sands                | Estats Units - NASA                                    | Estats Units - NASA                                    |
| 16 d'octubre 19:00   | | NASA                                            | Suborbital                                                    | Investigació solar                        | 16 d'octubre                                           | Reeixit                                                |
| 16 d'octubre 19:13   | Xina - Llarga Marxa 3B | Xina - Llarga Marxa 3B                          | Xina - Xichang LC-2                                           | Xina - Xichang LC-2                       | Xina                                                   | Xina                                                   |
| 16 d'octubre 19:13   | Xina - Apstar 2R | APT                                             | Geosíncrona                                                   | Comunicacions                             | En òrbita                                              | Operacional                                            |
| 22 d'octubre 13:13   | Estats Units - Pegasus-XL | Estats Units - Pegasus-XL                       | Estats UnitsStargazer, Wallops Island                         | Estats UnitsStargazer, Wallops Island     | Estats Units - Orbital Sciences                        | Estats Units - Orbital Sciences                        |
| 22 d'octubre 13:13   | Estats Units - STEP-4 | Força Aèria dels Estats Units d'Amèrica         | Terrestre baixa                                               |                                           | 31 de març 2001                                        | Reeixit                                                |
| 24 d'octubre 02:32   | Estats Units - Titan IVA (403) | Estats Units - Titan IVA (403)                  | Estats Units - Vandenberg SLC-4E                              | Estats Units - Vandenberg SLC-4E          | Estats Units - Lockheed Martin                         | Estats Units - Lockheed Martin                         |
| 24 d'octubre 02:32   | Estats Units - USA-133 (Lacrosse 3) | NRO                                             | Terrestre baixa                                               | Reconeixement                             | En òrbita                                              | Operacional                                            |
| 25 d'octubre 00:46   | Estats Units - Atlas IIA | Estats Units - Atlas IIA                        | Estats Units - Cape Canaveral LC-36A                          | Estats Units - Cape Canaveral LC-36A      | Estats Units                                           | Estats Units                                           |
| 25 d'octubre 00:46   | Estats Units - USA-135 (DSCS III F13) | Força Aèria dels Estats Units d'Amèrica         | Geosíncrona                                                   | Comunicacions                             | En òrbita                                              | Operacional                                            |
| 25 d'octubre 00:46   | Estats Units - FalconSat Gold | USAFA                                           | Transferència geosíncrona                                     | Demostració tecnològica                   | 27 de setembre 1998                                    | Reeixit                                                |
| 30 d'octubre 13:43   | Europa - Ariane 5G | Europa - Ariane 5G                              | França - Kourou ELA-3                                         | França - Kourou ELA-3                     | França - Arianespace                                   | França - Arianespace                                   |
| 30 d'octubre 13:43   | Europa - MAQSAT-H | ESA                                             | Transferència Geosíncrona                                     | Boilerplate                               | En òrbita                                              | Reeixit                                                |
| 30 d'octubre 13:43   | Europa - MAQSAT-B | ESA                                             | Transferència Geosíncrona                                     | Boilerplate                               | En òrbita                                              | Reeixit                                                |
| 30 d'octubre 13:43   | Europa - TEAMSAT | ESTEC                                           | Transferència Geosíncrona                                     | Desenvolupament de tecnologia             | En òrbita                                              | Operacional                                            |
| 30 d'octubre 13:43   | Europa - YES | ESTEC                                           | Transferència Geosíncrona                                     | Technolovy development                    | En òrbita                                              | Operacional                                            |
| Novembre             | |                                                 |                                                               |                                           |                                                        |                                                        |
| 2 de novembre 12:25  | Brasil - VLS-1 | Brasil - VLS-1                                  | Brasil - Alcântara                                            | Brasil - Alcântara                        | Brasil - INPE                                          | Brasil - INPE                                          |
| 2 de novembre 12:25  | Brasil - SCD-2A | INPE                                            | Destinat: Terrestre baixa                                     | Satèl·lit meteorològic                    | 2 de novembre                                          | Error de llançament                                    |
| 2 de novembre 12:25  | Vol inaugural del VLS-1; Primer intent de llançament orbital brasiler |                                                 |                                                               |                                           |                                                        |                                                        |
| 5 de novembre 20:02  | Estats Units - Terrier-Orion | Estats Units - Terrier-Orion                    | Noruega - Andøya                                              | Noruega - Andøya                          | Estats Units - NASA                                    | Estats Units - NASA                                    |
| 5 de novembre 20:02  | Estats Units - Combined Sodium and Sporadic Layers | NASA                                            | Suborbital                                                    | Investigació de la Ionosfera              | 5 de novembre                                          | Reeixit                                                |
| 5 de novembre 21:01  | Estats Units - LGM-118 Peacekeeper | Estats Units - LGM-118 Peacekeeper              | Estats Units - Vandenberg LF-02                               | Estats Units - Vandenberg LF-02           | Estats Units - Força Aèria dels Estats Units d'Amèrica | Estats Units - Força Aèria dels Estats Units d'Amèrica |
| 5 de novembre 21:01  | Estats Units8 vehicles de reentrada | Força Aèria dels Estats Units d'Amèrica         | Suborbital                                                    | Prova de míssils                          | 5 de novembre                                          | Reeixit                                                |
| 6 de novembre 00:30  | Estats Units - Delta II 7925-9.5 | Estats Units - Delta II 7925-9.5                | Estats Units - Cape Canaveral LC-17A                          | Estats Units - Cape Canaveral LC-17A      | Estats Units - Boeing IDS                              | Estats Units - Boeing IDS                              |
| 6 de novembre 00:30  | Estats Units - USA-134 (GPS IIA-19) | Força Aèria dels Estats Units d'Amèrica         | Terrestre Mitjana                                             | Navegació                                 | En òrbita                                              | Operacional                                            |
| 8 de novembre 02:05  | Estats Units - Titan IVA (401)/Centaur | Estats Units - Titan IVA (401)/Centaur          | Estats Units - Cape Canaveral LC-41                           | Estats Units - Cape Canaveral LC-41       | Estats Units - Lockheed Martin                         | Estats Units - Lockheed Martin                         |
| 8 de novembre 02:05  | Estats Units - USA-136 (Trumpet 3) | NRO                                             | Molnia                                                        | SIGINT                                    | En òrbita                                              | Operacional                                            |
| 8 de novembre 02:05  | NRO Launch 4 |                                                 |                                                               |                                           |                                                        |                                                        |
| 9 de novembre 01:34  | Estats Units - Delta II 7920-10C | Estats Units - Delta II 7920-10C                | Estats Units - Vandenberg SLC-2W                              | Estats Units - Vandenberg SLC-2W          | Estats Units - Boeing IDS                              | Estats Units - Boeing IDS                              |
| 9 de novembre 01:34  | Estats Units - Iridium 43 | Iridium                                         | Terrestre baixa                                               | Comunicacions                             | En òrbita                                              | Operacional                                            |
| 9 de novembre 01:34  | Estats Units - Iridium 41 | Iridium                                         | Terrestre baixa                                               | Comunicacions                             | En òrbita                                              | Operacional                                            |
| 9 de novembre 01:34  | Estats Units - Iridium 40 | Iridium                                         | Terrestre baixa                                               | Comunicacions                             | En òrbita                                              | Operacional                                            |
| 9 de novembre 01:34  | Estats Units - Iridium 39 | Iridium                                         | Terrestre baixa                                               | Comunicacions                             | En òrbita                                              | Operacional                                            |
| 9 de novembre 01:34  | Estats Units - Iridium 38 | Iridium                                         | Terrestre baixa                                               | Comunicacions                             | En òrbita                                              | Operacional                                            |
| 12 de novembre 17:00 | Rússia - Proton-K/DM-2M | Rússia - Proton-K/DM-2M                         | Kazakhstan - Baikonur Site 200/39                             | Kazakhstan - Baikonur Site 200/39         | Rússia                                                 | Rússia                                                 |
| 12 de novembre 17:00 | Rússia - Kupon | RFCB                                            | Geosíncrona                                                   | Comunicacions                             | En òrbita                                              | Error del vehicle                                      |
| 12 de novembre 17:00 | Va fallar l'ordinador d'abord |                                                 |                                                               |                                           |                                                        |                                                        |
| 12 de novembre 21:48 | Europa - Ariane 4 (44L) | Europa - Ariane 4 (44L)                         | França - Kourou ELA-2                                         | França - Kourou ELA-2                     | França - Arianespace                                   | França - Arianespace                                   |
| 12 de novembre 21:48 | Suècia - Sirius 2 | NSAB                                            | Geosíncrona                                                   | Comunicacions                             | En òrbita                                              | Error del vehicle                                      |
| 12 de novembre 21:48 | Indonèsia - Cakrawarta 1 | Indostar                                        | Geosíncrona                                                   | Comunicacions                             | En òrbita                                              | Operacional                                            |
| 12 de novembre 21:48 | L'Astra 5A (Sirius 2) va fallar el 16 de gener de 2009 |                                                 |                                                               |                                           |                                                        |                                                        |
| 14 de novembre 05:00 | Canadà - Black Brant IX | Canadà - Black Brant IX                         | Estats Units - White Sands                                    | Estats Units - White Sands                | Estats Units - NASA                                    | Estats Units - NASA                                    |
| 14 de novembre 05:00 | Estats Units - SCARI | NASA                                            | Suborbital                                                    | Astronomia ultraviolada                   | 14 de novembre                                         | Reeixit                                                |
| 17 de novembre       | Estats Units - Hera | Estats Units - Hera                             | Estats Units - Fort Wingate LC-96                             | Estats Units - Fort Wingate LC-96         | Estats Units - Força Aèria dels Estats Units d'Amèrica | Estats Units - Força Aèria dels Estats Units d'Amèrica |
| 17 de novembre       | Estats Units - MTV | Força Aèria dels Estats Units d'Amèrica         | Suborbital                                                    | Objectiu ABM                              | 17 de novembre                                         | Error                                                  |
| 18 de novembre 11:14 | Rússia - Soiuz-U | Rússia - Soiuz-U                                | Rússia - Plesetsk                                             | Rússia - Plesetsk                         | Rússia                                                 | Rússia                                                 |
| 18 de novembre 11:14 | Rússia - Resurs F-1M | Roskosmos                                       | Terrestre baixa                                               | Teledetecció                              | 13 de desembre                                         | Reeixit                                                |
| 18 de novembre 19:35 | Canadà - Black Brant IX | Canadà - Black Brant IX                         | Estats Units - White Sands LC-36                              | Estats Units - White Sands LC-36          | Estats Units - NASA                                    | Estats Units - NASA                                    |
| 18 de novembre 19:35 | Estats Units - SERTS-97 | NASA                                            | Suborbital                                                    | Observació solar                          | 18 de novembre                                         | Reeixit                                                |
| 19 de novembre       | Rússia - RT-23 | Rússia - RT-23                                  | Rússia - Nenoksa                                              | Rússia - Nenoksa                          | Rússia - RVSN                                          | Rússia - RVSN                                          |
| 19 de novembre       | | Marina russa                                    | Suborbital                                                    | Prova de coets                            | 19 de novembre                                         | Error                                                  |
| 19 de novembre 19:46 | Estats Units - Transbordador Espacial Columbia | Estats Units - Transbordador Espacial Columbia  | Estats Units - Kennedy LC-39B                                 | Estats Units - Kennedy LC-39B             | Estats Units - United Space Alliance                   | Estats Units - United Space Alliance                   |
| 19 de novembre 19:46 | Estats Units - STS-87 | NASA                                            | Terrestre baixa                                               | Experiments de microgravetat              | 5 de desembre 12:20                                    | Reeixit                                                |
| 19 de novembre 19:46 | Estats Units - SPARTAN-201 | NASA                                            | Terrestre baixa                                               | Investigació de microgravetat             | 5 de desembre 12:20                                    | Error                                                  |
| 19 de novembre 19:46 | Estats Units - EDO Pallet | NASA                                            | Terrestre baixa (Columbia)                                    | Missió d'extensió de la paleta criogènica | 5 de desembre 12:20                                    | Reeixit                                                |
| 19 de novembre 19:46 | Vol orbital tripulat amb sis astronautes L'Spartan va fallar en orientar-se a causa d'un error humà durant el desplegament el 21 de novembre; va ser recuperat el 25 de novembre.    |                                                 |                                                               |                                           |                                                        |                                                        |
| 27 de novembre 21:27 | Japó - H-II | Japó - H-II                                     | Japó - Tanegashima LA-Y1                                      | Japó - Tanegashima LA-Y1                  | Japó                                                   | Japó                                                   |
| 27 de novembre 21:27 | Estats Units - TRMM | NASA                                            | Terrestre baixa                                               | Investigació de l'entorn                  | En òrbita                                              | Operacional                                            |
| 27 de novembre 21:27 | Japó - Hikoboshi (ETS-7) | NASDA                                           | Terrestre baixa                                               | Prova d'acoblament                        | En òrbita                                              | Reeixit                                                |
| 27 de novembre 21:27 | Japó - Orihime (ETS-7) | NASDA                                           | Terrestre baixa                                               | Prova d'acoblament                        | En òrbita                                              | Reeixit                                                |
| 27 de novembre 21:27 | Els dos satèl·lits ETS es van acoblar el 7 de juliol 1998 |                                                 |                                                               |                                           |                                                        |                                                        |
| Desembre             | |                                                 |                                                               |                                           |                                                        |                                                        |
| 2 de desembre 08:42  | Canadà - Black Brant IX | Canadà - Black Brant IX                         | Noruega - SvalRak                                             | Noruega - SvalRak                         | Estats Units - NASA                                    | Estats Units - NASA                                    |
| 2 de desembre 08:42  | | NASA                                            | Suborbital                                                    | Investigació de plasma                    | 2 de desembre                                          | Reeixit                                                |
| 2 de desembre 22:52  | Europa - Ariane 4 (44P) | Europa - Ariane 4 (44P)                         | França - Kourou ELA-2                                         | França - Kourou ELA-2                     | França - Arianespace                                   | França - Arianespace                                   |
| 2 de desembre 22:52  | Japó - JCSAT 5 | JSAT                                            | Geosíncrona                                                   | Comunicacions                             | En òrbita                                              | Operacional                                            |
| 2 de desembre 22:52  | Alemanya - Equator-S | DLR                                             | Transferència Geosíncrona                                     | Investigació magnetosfèrica               | En òrbita                                              | Operacional                                            |
| 12 de novembre 17:00 | Rússia - Proton-K/DM-2M | Rússia - Proton-K/DM-2M                         | Kazakhstan - Baikonur Site 81/23                              | Kazakhstan - Baikonur Site 81/23          | Estats Units Rússia - International Launch Services    | Estats Units Rússia - International Launch Services    |
| 12 de novembre 17:00 | Luxemburg - Astra 1G | SES                                             | Geosíncrona                                                   | Comunicacions                             | En òrbita                                              | Operacional                                            |
| 3 de desembre 09:06  | Canadà - Black Brant IX | Canadà - Black Brant IX                         | Noruega - SvalRak                                             | Noruega - SvalRak                         | Estats Units - NASA                                    | Estats Units - NASA                                    |
| 3 de desembre 09:06  | | NASA                                            | Suborbital                                                    | Investigació de plasma                    | 3 de desembre                                          | Reeixit                                                |
| 8 de desembre 07:16  | Xina - Llarga Marxa 2D | Xina - Llarga Marxa 2D                          | Xina - Taiyuan LC-1                                           | Xina - Taiyuan LC-1                       | Xina - CASC                                            | Xina - CASC                                            |
| 8 de desembre 07:16  | Estats Units - Iridium 42 | Iridium                                         | Terrestre baixa                                               | Comunicacions                             | En òrbita                                              | Operacional                                            |
| 8 de desembre 07:16  | Estats Units - Iridium 44 | Iridium                                         | Terrestre baixa                                               | Comunicacions                             | En òrbita                                              | Error del vehicle                                      |
| 8 de desembre 23:52  | Estats Units - Atlas IIAS | Estats Units - Atlas IIAS                       | Estats Units - Cape Canaveral LC-36B                          | Estats Units - Cape Canaveral LC-36B      | Estats Units Rússia - International Launch Services    | Estats Units Rússia - International Launch Services    |
| 8 de desembre 23:52  | Estats Units - Galaxy 8i | PanAmSat                                        | Actual: Cementiri Operacional: Geosíncrona                    | Comunicacions                             | En òrbita                                              | Reeixit                                                |
| 8 de desembre 23:52  | Retirat a l'octubre de 2002 |                                                 |                                                               |                                           |                                                        |                                                        |
| 9 de desembre 07:17  | Ucraïna - Tsyklon-2 | Ucraïna - Tsyklon-2                             | Kazakhstan - Baikonur Site 90/20                              | Kazakhstan - Baikonur Site 90/20          | Rússia                                                 | Rússia                                                 |
| 9 de desembre 07:17  | Rússia - Kosmos 2347 (EORSAT | MO RF                                           | Terrestre baixa                                               | SIGINT                                    | 11 de desembre 1999                                    | Reeixit                                                |
| 15 de desembre 15:40 | Rússia - Soiuz-U | Rússia - Soiuz-U                                | Rússia - Plesetsk                                             | Rússia - Plesetsk                         | Rússia                                                 | Rússia                                                 |
| 15 de desembre 15:40 | Rússia - Kosmos 2348 (Yantar) | MO RF                                           | Terrestre baixa                                               | Reconeixement                             | 14 d'abril 1998                                        | Reeixit                                                |
| 18 de desembre       | Estats Units - UGM-133 Trident II | Estats Units - UGM-133 Trident II               | Estats Units - Submarí, Eastern Range                         | Estats Units - Submarí, Eastern Range     | Estats Units - Marina dels Estats Units d'Amèrica      | Estats Units - Marina dels Estats Units d'Amèrica      |
| 18 de desembre       | | Marina dels Estats Units d'Amèrica              | Suborbital                                                    | Prova de míssils                          | 18 de desembre                                         | Reeixit                                                |
| 20 de desembre 08:45 | Rússia - Soiuz-U | Rússia - Soiuz-U                                | Kazakhstan - Baikonur Site 1/5                                | Kazakhstan - Baikonur Site 1/5            | Rússia - Roskosmos                                     | Rússia - Roskosmos                                     |
| 20 de desembre 08:45 | Rússia - Progress M-37 | Roskosmos                                       | Terrestre baixa (Mir)                                         | Logística                                 | 15 de març 1998 23:04                                  | Reeixit                                                |
| 20 de desembre 13:16 | Estats Units - Delta II 7920-10C | Estats Units - Delta II 7920-10C                | Estats Units - Vandenberg SLC-2W                              | Estats Units - Vandenberg SLC-2W          | Estats Units - Boeing IDS                              | Estats Units - Boeing IDS                              |
| 20 de desembre 13:16 | Estats Units - Iridium 45 | Iridium                                         | Terrestre baixa                                               | Comunicacions                             | En òrbita                                              | Operacional                                            |
| 20 de desembre 13:16 | Estats Units - Iridium 46 | Iridium                                         | Terrestre baixa                                               | Comunicacions                             | En òrbita                                              | Operacional                                            |
| 20 de desembre 13:16 | Estats Units - Iridium 47 | Iridium                                         | Terrestre baixa                                               | Comunicacions                             | En òrbita                                              | Operacional                                            |
| 20 de desembre 13:16 | Estats Units - Iridium 48 | Iridium                                         | Terrestre baixa                                               | Comunicacions                             | 5 de maig 2001                                         | Error del vehicle                                      |
| 20 de desembre 13:16 | Estats Units - Iridium 49 | Iridium                                         | Terrestre baixa                                               | Comunicacions                             | En òrbita                                              | Operacional                                            |
| 22 de desembre 00:16 | Europa - Ariane 4 (42L) | Europa - Ariane 4 (42L)                         | França - Kourou ELA-2                                         | França - Kourou ELA-2                     | França - Arianespace                                   | França - Arianespace                                   |
| 22 de desembre 00:16 | Nacions Unides - Intelsat 804 | Intelsat                                        | Geosíncrona                                                   | Comunicacions                             | En òrbita                                              | Operacional                                            |
| 23 de desembre 19:11 | Estats Units - Pegasus-XL/HAPS | Estats Units - Pegasus-XL/HAPS                  | Estats UnitsStargazer, Wallops Island                         | Estats UnitsStargazer, Wallops Island     | Estats Units - Orbital Sciences                        | Estats Units - Orbital Sciences                        |
| 23 de desembre 19:11 | Estats Units - Orbcomm A1 | Orbcomm                                         | Terrestre baixa                                               | Comunicacions                             | En òrbita                                              | Operacional                                            |
| 23 de desembre 19:11 | Estats Units - Orbcomm A2 | Orbcomm                                         | Terrestre baixa                                               | Comunicacions                             | En òrbita                                              | Operacional                                            |
| 23 de desembre 19:11 | Estats Units - Orbcomm A3 | Orbcomm                                         | Terrestre baixa                                               | Comunicacions                             | En òrbita                                              | Operacional                                            |
| 23 de desembre 19:11 | Estats Units - Orbcomm A4 | Orbcomm                                         | Terrestre baixa                                               | Comunicacions                             | En òrbita                                              | Operacional                                            |
| 23 de desembre 19:11 | Estats Units - Orbcomm A5 | Orbcomm                                         | Terrestre baixa                                               | Comunicacions                             | En òrbita                                              | Operacional                                            |
| 23 de desembre 19:11 | Estats Units - Orbcomm A6 | Orbcomm                                         | Terrestre baixa                                               | Comunicacions                             | En òrbita                                              | Operacional                                            |
| 23 de desembre 19:11 | Estats Units - Orbcomm A7 | Orbcomm                                         | Terrestre baixa                                               | Comunicacions                             | En òrbita                                              | Operacional                                            |
| 23 de desembre 19:11 | Estats Units - Orbcomm A8 | Orbcomm                                         | Terrestre baixa                                               | Comunicacions                             | En òrbita                                              | Operacional                                            |
| 24 de desembre 13:32 | Rússia - Start-1 | Rússia - Start-1                                | Rússia - Svobodniy Site 5                                     | Rússia - Svobodniy Site 5                 | Rússia                                                 | Rússia                                                 |
| 24 de desembre 13:32 | Estats Units - Early Bird 1 | EarthWatch                                      | Terrestre baixa                                               | Observació de la Terra                    | 27 de juliol 2000                                      | Reeixit                                                |
| 24 de desembre 23:19 | Rússia - Proton-K/DM-2M | Rússia - Proton-K/DM-2M                         | Kazakhstan - Baikonur Site 81/23                              | Kazakhstan - Baikonur Site 81/23          | Estats Units Rússia - International Launch Services    | Estats Units Rússia - International Launch Services    |
| 24 de desembre 23:19 | Xina - AsiaSat 3 | AsiaSat                                         | Geosíncrona                                                   | Comunicacions                             | En òrbita                                              | Error parcial de llançament                            |
| 24 de desembre 23:19 | Va fallar el tram superior; Es va realitzar un sobrevol lunar per reduir la inclinació orbital i arribar a la posició operacional.                                                   |                                                 |                                                               |                                           |                                                        |                                                        |

## Encontres espacials
| Data (GMT)     | Nau espacial         | Esdeveniment                    | Comentaris                |
| -------------- | -------------------- | ------------------------------- | ------------------------- |
| 20 de febrer   | Galileo              | 2n sobrevol d'Europa            |                           |
| 5 d'abril      | Galileo              | 3r sobrevol Ganimedes           |                           |
| 7 de maig      | Galileo              | 4t sobrevol de Ganimedes        |                           |
| 25 de juny     | Galileo              | 2n sobrevol de Cal·listo        |                           |
| 27 de juny     | NEAR                 | Sobrevol de 253 Mathilde        | Apropament màxim: 1200 km |
| 4 de juliol    | Mars Pathfinder      | Va aterrar sobre Mart           | Ubicació: Ares Vallis     |
| 11 de setembre | Mars Global Surveyor | Inserció en òrbita areocèntrica |                           |
| 17 de setembre | Galileo              | 3r sobrevol de Cal·listo        |                           |
| 6 de novembre  | Galileo              | 3r sobrevol d'Europa            |                           |
| 16 de desembre | Galileo              | 4t sobrevol d'Europa            |                           |

## EVAs
| Inici Data/Hora      | Duració           | Hora Finalització | Nau espacial                                    | Tripulació                                                           | Funció | Comentaris |
| -------------------- | ----------------- | ----------------- | ----------------------------------------------- | -------------------------------------------------------------------- | --- | --- |
| 14 de febrer 04:34   | 6 hores 42 minuts | 11:16             | STS-82 - Transbordador espacial Discovery       | Estats Units - Mark C. Lee · Estats Units - Steven Smith             | S'tntercanvia el Goddard High Resolution Spectrograph pel Near Infrared Camera and Multi-Object Spectrometer i es va substituir el Faint Object Spectrograph amb el Space Telescope Imaging Spectrograph. Es va guardar el GHRS i el FOS a la zona de càrrega pel retorn cap a la Terra. | Servei al Telescopi espacial Hubble                                                                                   |
| 15 de febrer 03:25   | 7 hores 27 minuts | 10:52             | STS-82 Discovery                                | Estats Units - Gregory J. Harbaugh · Estats Units - Joseph R. Tanner | Es va substituir un Fine Guidance Sensor i un Engineering and Science Tape Recorder amb unitats de reemplaçament de recanvi. També es va instal·lar el Optical Control Electronics Enhancement Kit. | Servei al Telescopi Espacial Hubble                                                                                   |
| 16 de febrer 02:53   | 7 hores 11 minuts | 10:04             | STS-82 Discovery                                | Estats Units - Mark C. Lee · Estats Units - Steven Smith             | Es va substituir el Data Interface Unit amb una unitat de recanvi i substitueix una unitat de cinta de rodet a rodet del Engineering and Science Tape Recorder amb una versió digital d'estat sòlid. També es va substituir una de les quatre unitats de Reaction Wheel Assembly que ajuda a apuntar el telescopi als seus objectius. | Servei al Telescopi Espacial Hubble                                                                                   |
| 17 de febrer 03:45   | 6 hores 34 minuts | 10:19             | STS-82 Discovery                                | Estats Units - Gregory J. Harbaugh · Estats Units - Joseph R. Tanner | es va substituir el paquet de Solar Array Drive Electronics amb un recanvi, també es van substituir les cobertes dels magnetòmetres del satèl·lit. Es van instal·lar cobertes tèrmiques sobre les zones de insulació degradades. | Servei al Telescopi Espacial Hubble                                                                                   |
| 18 de febrer 03:15   | 5 hores 17 minuts | 08:32             | STS-82 Discovery                                | Estats Units - Mark C. Lee · Estats Units - Steven Smith             | Es van instal·lar més cobertes tèrmiques en tres zones que estaven sotmeses a la degradació. | Servei al Telescopi Espacial Hubble                                                                                   |
| 29 d'abril 05:10     | 4 hores 59 minuts | 10:09             | Mir EO-23 Kvant-2                               | Rússia - Vasily Tsibliyev · Estats Units - Jerry M. Linenger         | Es va instal·lar el Optical Properties Monitor a l'exterior del Kristall. Es va utilitzar la grúa Strela per moure el mòdul Kvant-2. Al Kvant-2 es van recuperar dos experiments americans, el Partial Impact Experiment i el Mir Sample Experiment, des de la carcassa del Kvant-2, i es va instal·lar el Benton Radiation Dosimeter en el Kvant-2. | Primera utilització del nou vestit espacial Orlan-M.                                                                  |
| 22 d'agost 11:14     | 3 hores 16 minuts | 14:30             | Mir EO-24 Compatiment de transferència de DOS-7 | Rússia - Anatoli Soloviov · Rússia - Pàvel Vinogràdov                | Es van reconnectar els cables d'alimentació dels panells solars al Spektr, restaurant així part de la potència perduda en la col·lisió. Malgrat que els astronautes van ser capaços de recuperar equips i subministraments des del mòdul, no van ser capaços de trobar el forat de la punció. | EVA intern per inspeccionar el mòdul Spektr danyat                                                                    |
| 6 de setembre 01:07  | 6 hores           | 07:07             | Mir EO-24 Kvant-2                               | Rússia - Anatoli Soloviov · Regne Unit/ Estats Units - Michael Foale | En Soloviov va conduir la grua Strela perquè l'operés en Foale en el bloc base del Spektr per inspeccionar els danys. Tot i una extensa documentació i recerca del Spektr, va ser incapaç de trobar el forat. Abans de tornar a la resclosa d'aire, en Foale va capturar el dosímetre de radiació instal·lat anteriorment. | En Foale va esdevenir la primera persona en dur a terme EVAs tant en els vestits espacials nord-americans com russos. |
| 1 d'octubre 17:29    | 5 hores 1 minute  | 22:30             | STS-86 Mir - Transbordador espacial Atlantis    | Estats Units - Scott E. Parazynski · Rússia - Vladímir Titov         | Obtinguts els quatre Mir Environmental Effects Packages de la superfície del mòdul d'acoblament. També es va instal·lar el Solar Array Cap al mòdul d'acoblament, que s'utilitza per tapar el forat al mòdul Spektr en un posterior EVA. Per tancar l'EVA, els caminants espacials van provar les motxilles de reacció Simplified Aid for EVA Rescue. | |
| 20 d'octubre 09:40   | 6 hores 38 minuts | 16:18             | Mir EO-24 Compatiment de transferència de DOS-7 | Rússia - Anatoli Soloviov · Rússia - Pàvel Vinogràdov                | Es va intentar instal·lar tres cables de control entre els servomotors dels panells solars a la paca d'adaptador especial que segella el Spektr de l'altra part de la Mir. Després de la neteja de runes soltes en el Spektr, en Soloviov va ser capaç de connectar els tres cables als servos. Però malgrat haver fet un esforç que s'estenia al "subministrament d'oxigen d'emergència" dels vestits espacials Orlan, en Soloviov només va ser capaç de connectar dos dels cables a la placa adaptadora. | EVA intern per reparar el mòdul danyat Spektr                                                                         |
| 3 de novembre 03:32  | 6 hores 4 minuts  | 09:36             | Mir EO-24 Kvant-2                               | Rússia - Anatoli Soloviov · Rússia - Pàvel Vinogràdov                | Es va alliberar un minispunik (mini-satèl·lit) a l'òrbita. Els caminants espacials després van desmantellar el panell solar MSB-4 al Kvant-1. Llavors van guardar el panell a l'exterior del bloc base. | |
| 6 de novembre 00:12  | 6 hores 12 minuts | 06:24             | Mir EO-24 Kvant-2                               | Rússia - Anatoli Soloviov · Rússia - Pàvel Vinogràdov                | Es va instal·lar un nou panell solar en el Kvant-1 per substituir el panell traslladat en el passeig espacial anterior. | |
| 25 de novembre 00:02 | 7 hores 43 minuts | 07:45             | STS-87 Columbia                                 | Estats Units - Winston E. Scott · Japó - Takao Doi                   | Es va capturar el satèl·lit Spartan a mà i es va assegurar a la zona de càrrega. Llavors l'equip de caminants espacials van configurar i prova la grúa que seria utilitzada per construir l'Estació Espacial Internacional. | En Doi fou el primer caminador espacial japonès.                                                                      |
| 3 de desembre 09:09  | 4 hores 59 minuts | 14:09             | STS-87 Columbia                                 | Estats Units - Winston E. Scott · Japó - Takao Doi                   | Es van realitzar més proves i avaluacions de la grúa en la zona de càrrega. Van repetir les mateixes proves de moviment de la grúa amb objectes més petits que l'EVA anterior. Durant l'EVA, es va desplegar una càmera voladora lliure per gravar el treball. | |